# Exército Brasileiro na Primeira República

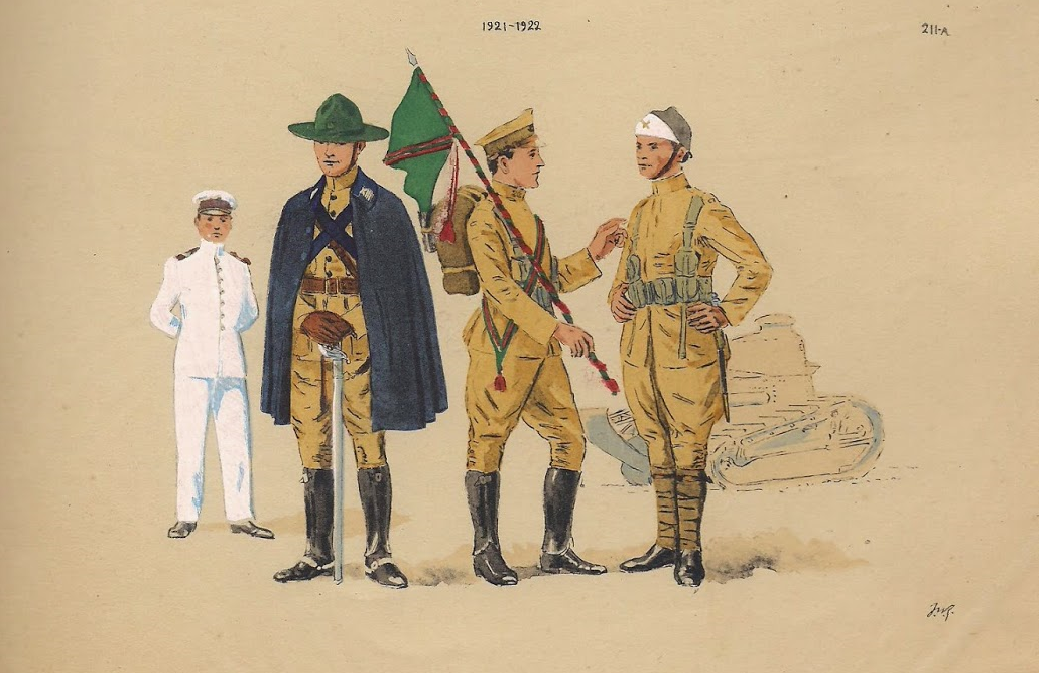
Oficial de infantaria e soldados do 26.º Batalhão de Caçadores e Companhia de Carros de Assalto em 1921

O Exército Brasileiro na Primeira República (1889–1930) era uma de várias forças militares terrestres presentes no Brasil, representando o governo federal, enquanto os estados e chefes locais possuíam as Forças Públicas ("pequenos exércitos" estaduais) e forças irregulares como os batalhões patrióticos. O período foi inaugurado e encerrado com intervenções políticas do Exército, a Proclamação da República e Revolução de 1930, e marcado por sua participação em diversos conflitos internos. Profundas reformas do Exército, inspiradas no padrão europeu e na competição com o Exército Argentino, aumentaram suas capacidades tanto para a guerra quanto para a participação na sociedade nacional. A função do Exército era dupla, de defesa externa e manutenção da ordem interna, o que se refletia na sua distribuição, concentrada no Rio Grande do Sul e na capital federal no Rio de Janeiro.
Ao início da República o Exército era uma força pequena, de menos de 15 mil homens, organizada em pequenos batalhões ou forças equivalentes isoladas, sem unidades maiores permanentes. A mobilização era difícil. Os soldados eram incorporados pelo voluntariado ou recrutamento forçado, não tinham rotina de preparo militar e serviam por longas carreiras "profissionais", sem incorporação a uma reserva.  Os oficiais tinham instrução acadêmica de teor civil na Escola Militar da Praia Vermelha (EMPV), os "científicos", ou pouca ou nenhuma instrução, os "tarimbeiros". Na violenta década de 1890, essa força exibiu péssimo desempenho em campanhas como a Guerra de Canudos, motivando reformas implantadas por sucessivas administrações no Ministério da Guerra a partir da virada do século. O Estado-Maior do Exército (EME) foi criado em 1899 para servir de órgão de cúpula.
O Exército Imperial Alemão tornou-se a principal influência externa em 1908, na administração de Hermes da Fonseca no Ministério da Guerra. Os "Jovens Turcos", oficiais enviados para estagiar na Alemanha, lançaram um movimento por reformas militares. Até 1921 foi construída uma ordem de batalha moderna, com regiões militares, regimentos, brigadas e divisões, embora muitas unidades não chegassem a ser constituídas, ou existissem desfalcadas. Novos armamentos alemães equiparam a tropa. O serviço militar obrigatório foi instituído através da Lei do Sorteio, mas somente durante a Primeira Guerra Mundial, quando a importância das Forças Armadas aumentou, foi possível implementá-lo em 1916. Através da rotação de levas anuais de conscritos, foi possível um aumento constante do efetivo, que chegava a até 50 mil homens em 1930.
A influência alemã deu lugar à Missão Militar Francesa, contratada em 1919. Os sargentos ganharam importância à frente das novas unidades táticas, os grupos de combate, e o Exército adquiriu seus primeiros blindados e aviões. Quase todo o equipamento era importado, pois a indústria bélica era inexpressiva. Nos anos 1920 já havia surgido uma nova geração de oficiais, profissionalizada na Escola Militar do Realengo, sucessora da EMPV. A progressão de carreira passou a depender de escolas novas ou reformadas como as de Aperfeiçoamento e Estado-Maior. As autoridades militares esperavam que as reformas produzissem oficiais mais leais à hierarquia, mas o resultado foram as revoltas tenentistas do baixo oficialato. A longo prazo, o fortalecimento da cúpula do Exército e a expansão do conceito de defesa nacional, iniciados nesse período, permitiram as intervenções militares de generais ocorridas mais tarde na história brasileira, como o golpe de Estado de 1937.

## Contexto

### Oficiais dentro da sociedade

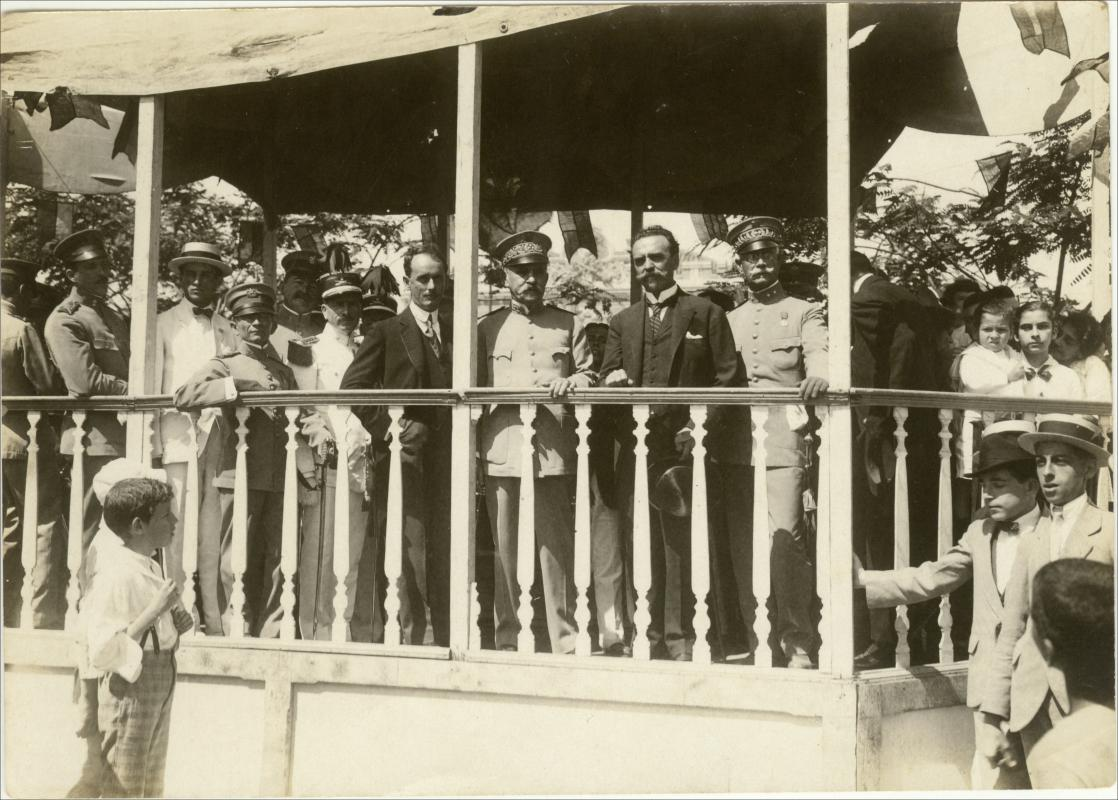
Nilo Peçanha e correligionários militares na campanha presidencial de 1922

A República foi instaurada no Brasil por um golpe de Estado de oficiais insatisfeitos com a elite civil do Império. Como esses militares não eram unidos, não duraram mais do que dois governos militares (Deodoro da Fonseca e Floriano Peixoto) até passar o poder às oligarquias civis em 1894. A República Velha ou Primeira República, que durou até a Revolução de 1930, foi marcada pela predominância das elites de São Paulo e Minas Gerais no cenário político nacional, a autonomia das unidades da federação e o coronelismo na política local. O eixo econômico era agroexportador, com o ciclo do café chegando ao auge, mas a industrialização e urbanização avançavam.
Nesse contexto, os oficiais do Exército viviam marginalizados e ressentidos da elite civil. Eles advinham da pequena parcela educada da população, mas ainda assim das camadas médias, sem dinheiro para custear uma faculdade de Direito ou Medicina para os filhos, e buscavam a ascensão social pela carreira militar; alguns eram de famílias tradicionais militares. O soldo era modesto, e abaixo da patente de coronel, o padrão de vida estava à margem da classe média. A pouca representatividade dos paulistas e mineiros é indício do divórcio com a elite civil: em 1895 havia na ativa oito generais gaúchos, um paulista e nenhum mineiro; em 1930 eram oito gaúchos e nenhum mineiro ou paulista. Mas os oficiais não eram apolíticos: as gratificações e subornos ajudavam a cooptar os altos oficiais, que trabalhavam politicamente por nomeações e promoções e às vezes usavam seu prestígio para ganhar eleições. Oficiais contrários às oligarquias dominantes encontravam novos aliados surgidos da urbanização e industrialização em curso.
As cidades litorâneas eram a origem de grande parte do oficialato. Os oficiais intelectualizados que serviam nas cidades espantavam-se com as condições encontradas pelos colegas enviados a unidades no vasto interior do país. A partir daí nasceu a autoimagem dos oficiais como uma força civilizadora, que marcaria a presença do Estado nas fronteiras mais remotas do país, transmitiria a instrução cívica e militar às suas populações e transformaria o Brasil numa nação.

### Exército entre as forças de defesa

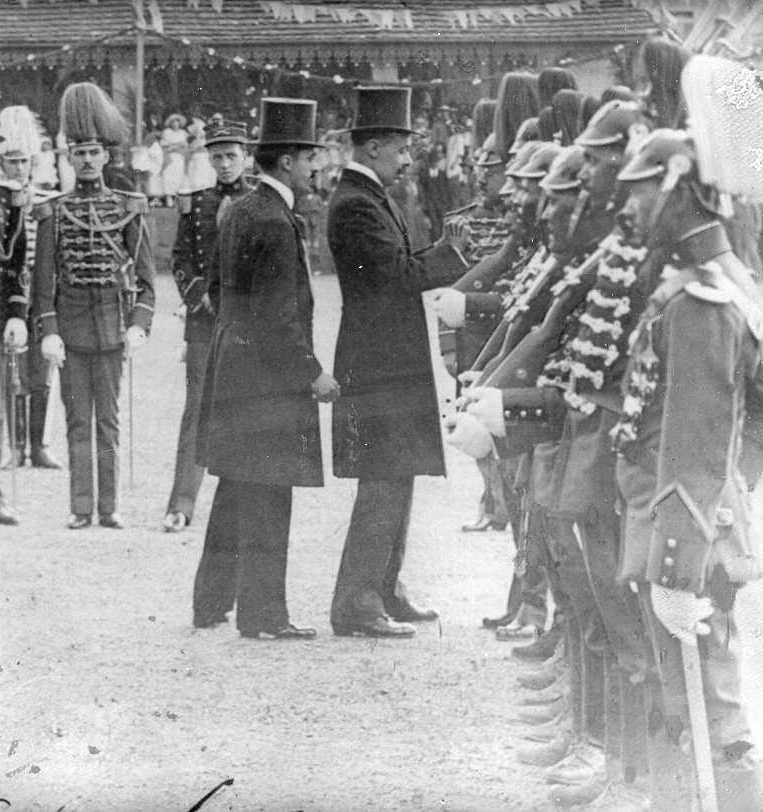
Presidente do Paraná condecora sua Força Pública em 1915

A Marinha tinha rivalidades profissionais com o Exército e competia por vantagens dos políticos. Nesta competição o Exército, por seu envolvimento maior na Proclamação da República e pela participação dos almirantes nas Revoltas da Armada, teve vantagem nos primeiros governos republicanos. A Marinha foi muito enfraquecida e só se recuperou a partir do governo de Rodrigues Alves (1902–1906), implicitamente como contrapeso ao Exército. O perfil dos oficiais da Marinha era mais aristocrático, isolado e profissionalizado, tornando-a mais aberta às elites civis. Sua participação política é menor do que a do Exército nesse período.
Em terra o Exército não era a única força militar, pois líderes locais e oligarquias estaduais tinham suas próprias tropas. No papel ainda havia unidades da Guarda Nacional, subordinada ao Ministério da Justiça. Formalmente ela não tinha quaisquer tropas em 1917, apesar de conferir títulos de oficial a 213 044 homens, que representavam elites políticas locais.  Era mais comum que esses chefes políticos armassem e mobilizassem seus peões e capangas em "batalhões patrióticos", fazendo valer sua vontade pela força.
O maior obstáculo ao controle militar interno pelas Forças Armadas era as polícias militares (Forças Públicas). Aproveitando os privilégios do federalismo, as oligarquias dos estados mais poderosos transformaram suas polícias em pequenos exércitos, alguns mais bem equipados para a guerra do que o próprio Exército federal. A Força Pública de São Paulo contratou uma missão de instrução francesa antes do Exército e mantinha sua própria aviação. Em São Paulo e outros estados, as tropas estaduais eram mais numerosas do que as federais. Esses exércitos estaduais garantiam o poder político dos estados e dificultavam a intervenção federal. Em contraste a essas forças, o Exército federal tinha presença e interesses nacionais, servindo de braço forte do poder central contra tendências regionalistas.
O serviço militar obrigatório tornou redundante a Guarda Nacional, que foi extinta em 1919 e substituída pela 2.ª linha do Exército, mas essa força não teve organização efetiva e foi também extinta em 1921. Em 1917–1918 as Forças Públicas e Corpos de Bombeiros foram, por convênios, consideradas Forças Auxiliares do Exército. Para o ministro Caetano de Faria, um grande desafio havia sido superado e o Exército havia obtido o controle das forças militares. Entretanto, o problema só seria resolvido de fato após 1930.

## Finalidade do Exército

### Histórico operacional

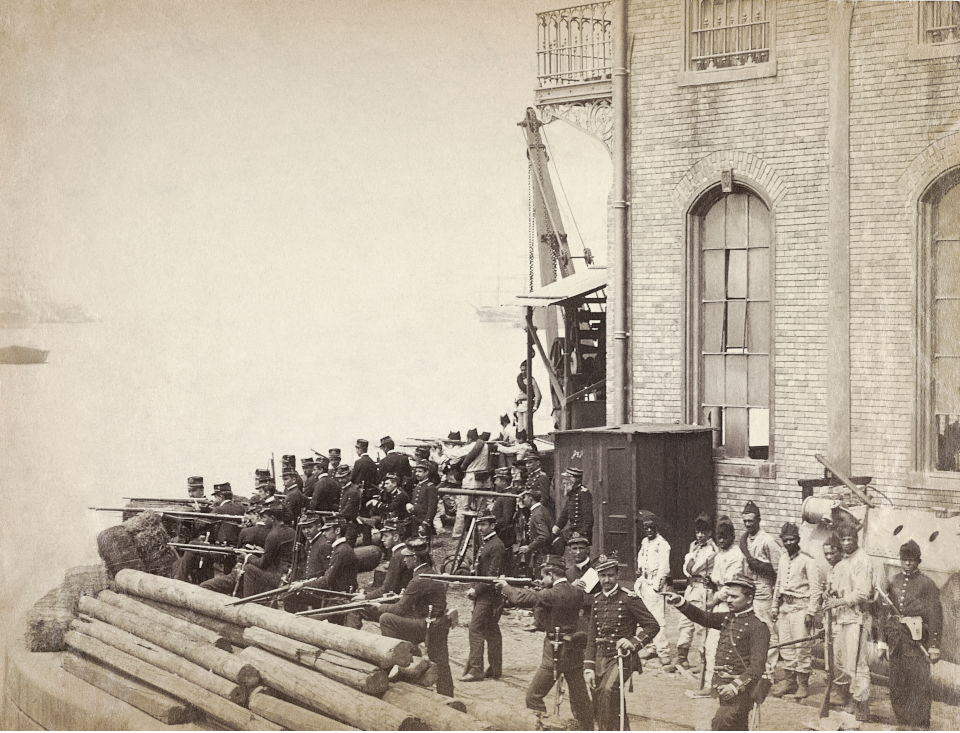
Exército na zona portuária do Rio de Janeiro durante a segunda Revolta da Armada, em 1893

O Império foi derrubado num golpe militar sem combate, mas a década seguinte foi sangrenta. A maior ameaça ao novo regime foi a Revolução Federalista de 1893–1895, quando o Rio Grande do Sul entrou num estado de guerra civil, que se alastrou a Santa Catarina e Paraná e conectou-se à segunda Revolta da Armada, iniciada na capital. A Revolução Federalista e a Guerra de Canudos (1896–1897) resultaram em milhares de mortes.
Após esse período, em 1900–1902 brasileiros enfrentaram bolivianos na Revolução Acriana, quando ocorreram as únicas missões contra um país vizinho no período. O Exército participou da repressão à Revolta da Vacina, em 1904, e a Escola Militar da Praia Vermelha lançou-se em rebelião no mesmo momento. De 1912 a 1916 travou-se a Guerra do Contestado, conflito com semelhanças a Canudos, mas ocorrido numa vasta área. O Brasil declarou guerra à Alemanha em 1917, ingressando nos Aliados da Primeira Guerra Mundial, mas somente a Marinha partiu ao exterior. O Exército era também convocado a intervir em algumas das numerosas "guerras civis" locais quando as forças estaduais não conseguiam resolvê-las.
As experiências de combate dos anos 1890 arruinaram o Exército em vez de fortalecer seu profissionalismo. O Exército já estava enfraquecido nas últimas duas décadas do Império, e nos primeiros anos da República, sua operacionalidade era por vezes inferior à dos revoltosos. Em Canudos, o Exército precisou mobilizar 40% do efetivo e várias expedições para derrotar sertanejos sem preparo para a guerra. O consenso do oficialato no início do século XX era que sua força era ineficiente e atrasada, com baixo orçamento, instalações precárias e armamento desuniforme dificultando o ensino e manutenção. Isto podia ser comprovado pelo mau desempenho em campanhas como Canudos e o Contestado, o que convencia o Alto Comando da necessidade de reformas.
Nos anos 1920 começou um novo ciclo de revoltas a partir do baixo oficialato do Exército, o tenentismo: a Revolta dos 18 do Forte de Copacabana, os levantes de 1924 em São Paulo, Sergipe, Amazonas e Rio Grande do Sul e a Coluna Prestes até 1927, entre outros. O tenentismo era somente uma revolta dentro da instituição, cujo comando permaneceu legalista. Os tenentistas só tiveram sucesso quando se juntaram aos políticos da Aliança Liberal para derrubar a Primeira República na Revolução de 1930, inaugurando a Era Vargas.

### Movimentos reformistas

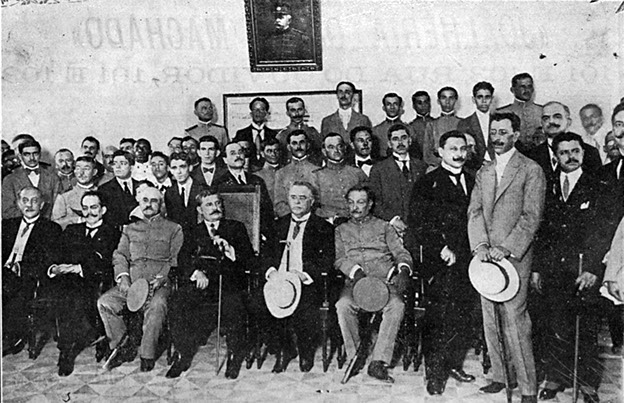
Autoridades no primeiro sorteio para o serviço militar em 1916. O presidente Venceslau Brás é o quarto da esquerda para a direita, com o ministro da Guerra Caetano de Faria à sua direita

Para o cientista político José Murilo de Carvalho, a Primeira República foi marcada pela "intensa luta do Exército para se tornar organização nacional capaz de efetivamente planejar e executar uma política de defesa no seu sentido amplo". Durante esse processo, os brasileiros acompanhavam o estado da arte das guerras no exterior (Hispano-Americana, Anglo-Bôer e Russo-Japonesa), e tomavam os exércitos europeus como referência de modernidade. Os regulamentos militares eram portugueses, ou adaptados de Portugal, até o início do século XX, e havia influência francesa e alemã desde as últimas décadas do Império. O mercado das relações militares na América Latina era disputado pela França, Alemanha, Reino Unido e Estados Unidos. Além de se comparar ao padrão europeu, os reformistas brasileiros acompanhavam mudanças semelhantes nos exércitos da Argentina e do Chile, clientes preferenciais dos alemães.
Os primeiros anos da República, devido à sua turbulência, tiveram apenas mudanças efêmeras e improvisadas. Só a partir da administração de João Nepomuceno de Medeiros Mallet no Ministério da Guerra (1898–1902) houve um movimento contínuo de reformas em todos os aspectos da instituição, mas os recursos orçamentários ainda eram escassos. Em 1905 o general Hermes da Fonseca, comandante do 4.° Distrito Militar, no Rio de Janeiro, realizou em Santa Cruz as primeiras grandes manobras em campo desde o início da República. A repercussão na imprensa foi grande. Hermes observou graves deficiências de material e preparo, concluindo que reformas radicais seriam a única solução.

#### Influência alemã

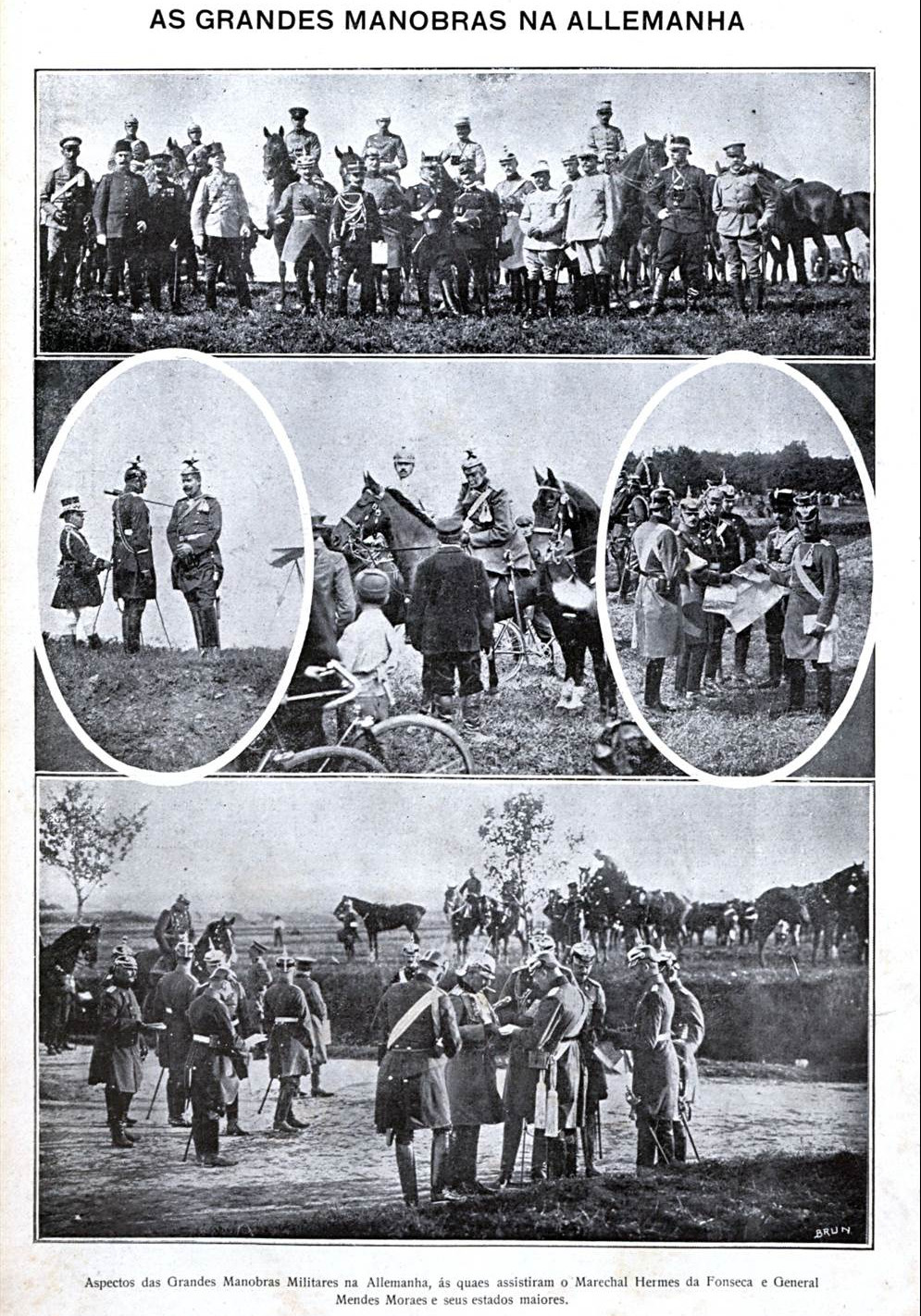
Manobras do Exército Alemão assistidas por Hermes da Fonseca em 1908

A modernização tornou-se viável no governo de Afonso Pena (1906–1909), que nomeou Hermes da Fonseca ao Ministério da Guerra. A situação financeira era melhor e o Ministro das Relações Exteriores tinha interesse nas Forças Armadas. Hermes e o ministro das Relações Exteriores, o barão do Rio Branco, tinham em comum a postura germanófila. O ministro da Guerra visitou a Alemanha em 1908, assistindo às manobras do Exército Imperial Alemão, reconhecido à época pela modernidade de seu Estado-Maior e tecnologia bélica. Ele encomendou equipamentos militares e acertou o envio de jovens oficiais brasileiros para estagiar em unidades alemãs. No Brasil ele realizou a "Reforma Hermes", implementando, entre outras medidas, uma nova ordem de batalha a ser preenchida pelos recrutas incorporados pelo novo serviço militar obrigatório. A conscrição era controversa e demoraria anos para ser posta em prática. Hermes da Fonseca tornou-se presidente em 1910–1914, mas sua Política das Salvações desacreditou o Exército, atrasando mais ainda o serviço militar obrigatório.
O Ministério da Guerra mudava muito a cada novo governo, e novas reformas eram anunciadas antes das anteriores serem efetivamente implementadas. A descontinuidade marcava o processo. A medida de impacto mais duradouro foi o envio de tenentes à Alemanha: os ex-estagiários eram os primeiros dentro da instituição a ter um perfil profissional moderno e desejavam um novo Exército embasado na doutrina militar alemã, o que propagandeavam através da revista A Defesa Nacional. Seu movimento era uma espécie de tenentismo profissional, manifestado pela crítica intelectual aos seus superiores hierárquicos, rendendo aos ex-estagiários e seus simpatizantes a alcunha de "Jovens Turcos". Enfrentando a burocracia, os velhos hábitos, o ciúme e o ceticismo, vários Turcos conseguiram ingressar no Estado-Maior do Exército e no gabinete do ministro da Guerra José Caetano de Faria (1914–1918), favorável às ideias reformistas.
Essa administração coincidiu com a Primeira Guerra Mundial, considerada um divisor de águas na história do Exército pelo historiador militar Jehovah Motta. As atenções estavam mais na Europa do que no Contestado; os oficiais brasileiros assistiam aos "dois exércitos-modelos, o alemão e o francês, testarem homens, equipamentos, organização, estratégias e táticas, um contra o outro". As Forças Armadas rapidamente cresceram em importância, e a guerra serviu de pretexto para expandir o efetivo e finalmente implementar o serviço militar obrigatório. O orçamento aumentou após a guerra, mas ainda era um gargalo para a modernização.

#### Influência francesa

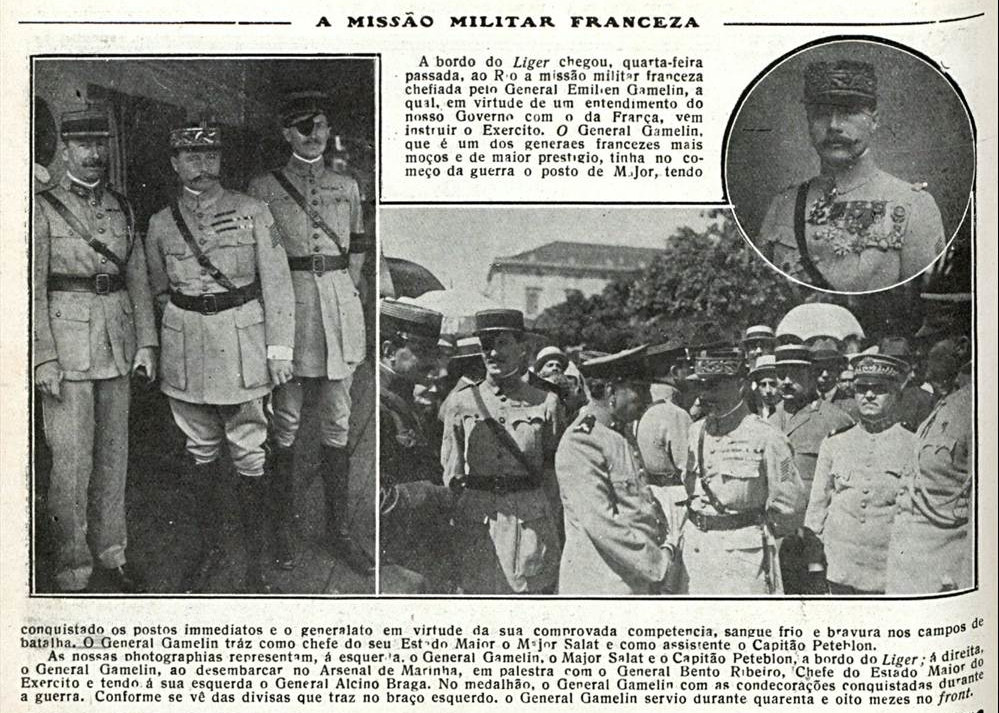
Chegada do general Gamelin e outros oficiais franceses ao Brasil em 1919

Assimilar as novidades da arte da guerra na Europa era uma necessidade aceita pelo ministro Caetano de Faria, mas ele era cético quanto à importação de um modelo europeu (mesmo que adaptado ao Brasil) através de uma missão de instrutores estrangeiros. Dois países competiam para oferecer tal missão ao Brasil, a França e Alemanha. Uma missão alemã era discutida desde a Reforma Hermes e defendida pelos Jovens Turcos, enquanto os francófilos também faziam sua propaganda. A Primeira Guerra Mundial deixou o assunto suspenso e, ao seu final, impossibilitou a missão alemã: o Brasil havia declarado guerra à Alemanha, e após o Tratado de Versalhes a França estava vitoriosa, e a Alemanha, desarmada. Os burgueses brasileiros preferiam a cultura francesa, e França e Reino Unido formavam o eixo econômico da Europa. Interessados em expandir sua influência e vender os armamentos excedentes da guerra, os franceses enviaram missões militares a diversos países latinoamericanos nos anos 1920.
Em setembro de 1919 o governo brasileiro assinou um contrato para uma Missão Militar Francesa de Instrução. Com 24 oficiais, incluindo seu primeiro chefe, o general Maurice Gamelin, a missão a princípio recebeu a direção de quatro escolas (Aperfeiçoamento, Estado-Maior, Intendência e Veterinária), pois o principal interesse brasileiro era a instrução e profissionalização do efetivo. O papel da missão era de assessoria técnica, sem controlar a decisão final do que seria transformado. Sob sua tutela a pressão reformista veio de cima para baixo, após a campanha de baixo para cima dos Jovens Turcos. Tensões entre mestres franceses e pupilos brasileiros foram inevitáveis. Desde o início os franceses encontraram resistências, como a antipatia entre Gamelin e o general Bento Ribeiro, chefe do Estado-Maior do Exército.
A historiografia também tem diversas críticas à atuação dos instrutores franceses, mas eles efetivamente contribuíram para uma mentalidade e identidade modernas do oficialato brasileiro. As experiências e teorias francesas foram incorporadas por pensadores estratégicos como os generais Tasso Fragoso e, nos anos 1930, Góes Monteiro. Foi também fruto dos franceses o Conselho de Defesa Nacional, criado em 1927 para garantir a continuidade do planejamento, independente das mudanças no Ministério da Guerra. A influência francesa seria suplantada pela americana após a Segunda Guerra Mundial.

### Funções internas e externas
A Constituição de 1891, no artigo 14 (título I) das Disposições preliminares, assim definia as Forças Armadas:

As forças de terra e mar são instituições nacionais, permanentes, destinadas à defesa da pátria no exterior, e à manutenção das leis no interior. A força armada é essencialmente obediente, dentro dos limites da lei, aos seus superiores hierárquicos, e obrigada a sustentar as instituições constitucionais

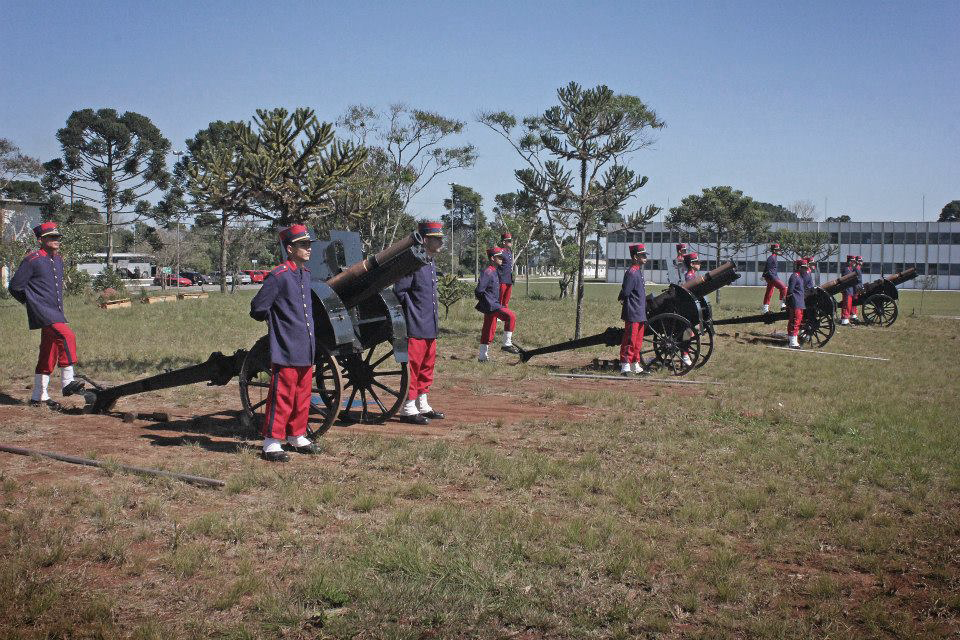
Bateria de canhões Schneider de 75 mm, adquiridos na modernização voltada à guerra externa

Assim, a função do Exército era dupla: a "defesa da pátria no exterior", ou seja, um conflito internacional, e a "manutenção das leis no interior", defendendo o governo. O oficialato e os políticos civis não tinham certeza da função do Exército. Um exército ao estilo europeu estaria pronto para uma guerra convencional com outros países, mas a realidade brasileira era de guerras civis, rebeliões e guerrilhas. As guerras de Canudos e Contestado são exemplos claros do uso do Exército na ordem interna e até certo ponto como força policial. O coronel Setembrino de Carvalho comparou o Contestado às guerras coloniais na África e Ásia. Mais tarde no século, a experiência seria estudada nos cursos de contrainsurgência do Exército.
A dupla função era visível na distribuição das tropas. Em 1889, 35% das forças estavam no Rio Grande do Sul, região de fronteira, 10% no Rio de Janeiro (capital) e 5% em Mato Grosso, também fronteiriço. Na República, as maiores concentrações permaneceram no Rio Grande do Sul e Distrito Federal, com um grande número de batalhões dispersos. As prioridades eram, de um lado, evitar uma invasão argentina direta ou pelo Uruguai, e do outro, guarnecer os portos e policiar os grandes centros populacionais.
Dois intelectuais civis tiveram influência no pensamento militar sobre o papel do Exército na sociedade: Olavo Bilac e Alberto Torres. Bilac, publicista do serviço militar obrigatório, queria a proximidade entre militares e povo e a transformação moral da população através do serviço militar. Torres não acreditava nessa transformação moral e temia que o corpo de oficiais permanente se tornasse uma casta autoritária. Ele tinha um conceito amplo de defesa nacional, abrangendo o governo, educação, Justiça, economia, política externa e força militar. Ambos os intelectuais defendiam a unidade nacional e o afastamento dos militares da política.

### Hipóteses de guerra

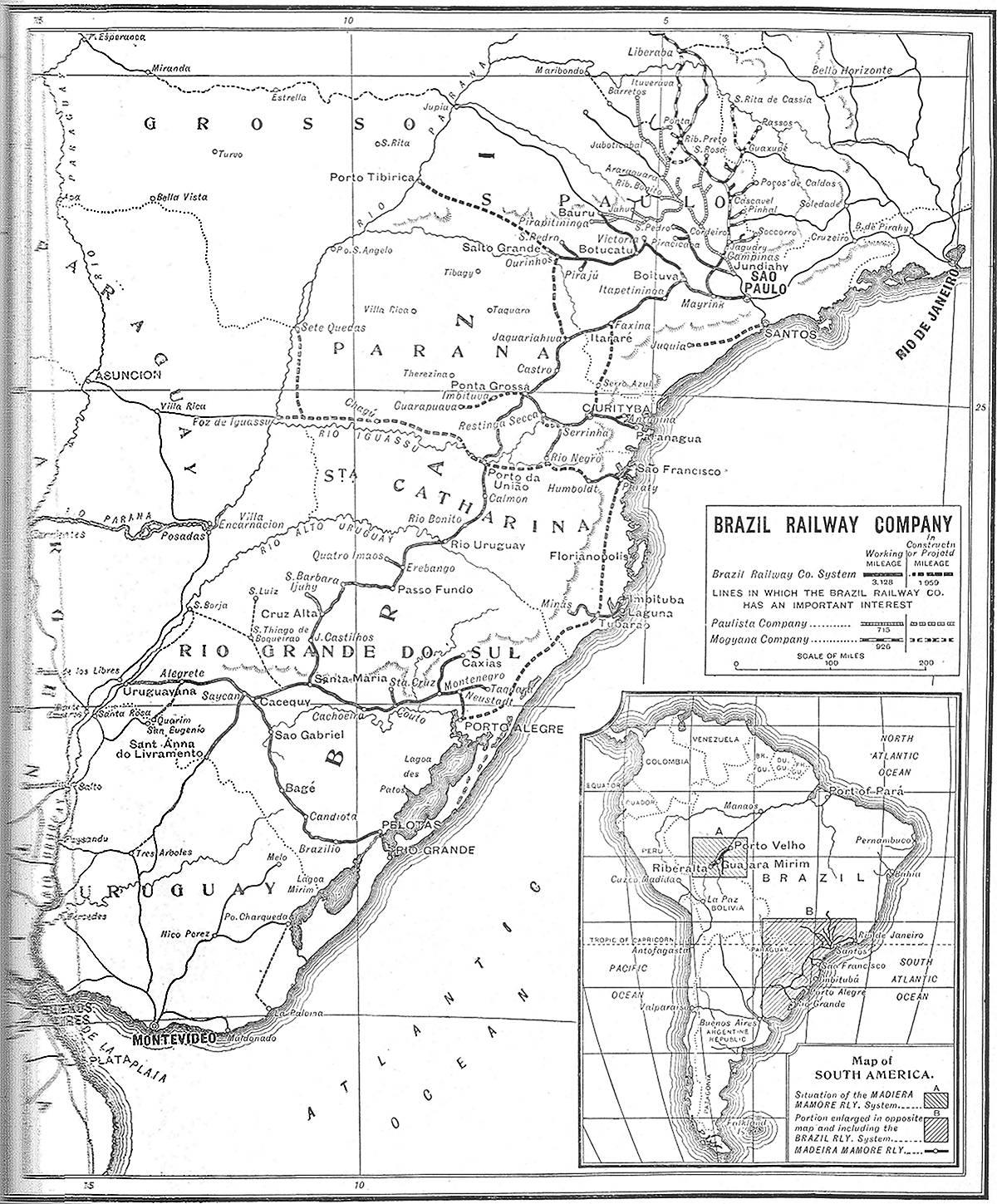
Ferrovias brasileiras em 1913. A malha ferroviária seria um gargalo na mobilização

O inimigo externo hipotético seria a Argentina, cuja rivalidade com o Brasil pela hegemonia no Cone Sul levou a uma corrida armamentista naval. Temores de guerra chegaram ao auge em 1908, com o episódio do "telegrama número 9", incentivando a militarização em ambos os países. Nas décadas seguintes as relações foram mais harmônicas e houve a negociação do Pacto do ABC. Os oficiais brasileiros queriam equiparar sua força ao Exército Argentino, que era nos anos 20 um "exército real e mobilizável", militarmente superior ao Brasil. Os argentinos recebiam instrutores alemães, profissionalizavam seus quadros, aumentavam o efetivo e adquiriam material bélico desde 1900. Contra eles, as "divisões esqueléticas" do Exército Brasileiro teriam difícil mobilização pela inexpressiva malha ferroviária (30 mil quilômetros em 1921). Oficiais brasileiros e argentinos estudavam a hipótese de uma guerra uns com os outros, e os argentinos também consideravam o Chile como inimigo potencial. As tensões eram muito mais por percepções mútuas do que intenções reais.
O general Tasso Fragoso estudou o tema no Estado-Maior do Exército e difundiu suas conclusões. Para ele a Argentina não poderia dominar todo o Brasil, mas tentaria destruir a Marinha brasileira e invadir o Rio Grande do Sul. A única via terrestre do Sudeste ao Rio Grande do Sul era a Estrada de Ferro São Paulo-Rio Grande, que o general comparava à ferrovia Transiberiana. As forças de invasão viriam pela província de Corrientes. Os brasileiros precisariam defender a ferrovia, especialmente o entroncamento de Santa Maria, até a chegada de reforços. Estudava-se também a hipótese de uma invasão argentina pelo Uruguai, especialmente por Rivera e no eixo Melo-Bagé, comprometendo o acesso ao porto de Rio Grande. Exercícios militares contra uma coalizão imaginária, encabeçada pela Argentina, foram realizados sob orientação da Missão Militar Francesa em outubro de 1921. Tasso Fragoso procurou manter os franceses distantes do planejamento, pois era questão de segurança nacional. Ainda assim, foi pela influência francesa que o Brasil adotou uma postura defensiva, temendo a superioridade argentina.
Esse conflito convencional não poderia ser uma guerra de trincheiras como a Frente Ocidental da Primeira Guerra Mundial; a vastidão do território, precariedade das estradas e desinteresse dos civis sugeriam uma guerra de movimento com unidades pequenas e móveis. A Missão Militar Francesa tentou adaptar o sistema francês às condições brasileiras, mas a influência francesa acabou preparando o Exército para uma guerra irreal. Os oficiais brasileiros percebiam isso ao criticar a organização divisionária pretendida pelos franceses, com artilharia numerosa e pesada, apropriada a uma guerra entre potências industriais com densas malhas ferroviárias. Para piorar, o general Gamelin representava uma doutrina estática que seria derrotada quando ele comandou as Forças Armadas Francesas na Batalha da França em 1940.
A guerra estática ao estilo europeu foi incapaz de derrotar uma força pequena e móvel no Brasil, a Coluna Prestes, em 1925–1927. Na historiografia, esta campanha costuma ser descrita em termos da genialidade da Coluna e da ineficácia dos legalistas, que não conseguiram em nenhum momento capturá-la e tiveram que recorrer às forças estaduais e batalhões patrióticos. Um tom crítico às deficiências da instituição pode ser encontrado nas próprias memórias dos oficiais legalistas. O historiador Todd Diacon argumenta que esses oficiais não devem ser lidos acriticamente, pois tinham interesse em transferir a culpa de seus erros à instituição e à conjuntura e em clamar por maiores gastos militares. Segundo ele, o Exército federal exibiu notável capacidade de mobilização ao interior do país e preponderou no número de soldados e lideranças. A culpa de seus fracassos teria sido menos de fraquezas institucionais e mais da escolha de uma estratégia errada, a guerra de posição, para lidar com um inimigo móvel.

## Organização

### Alto Comando

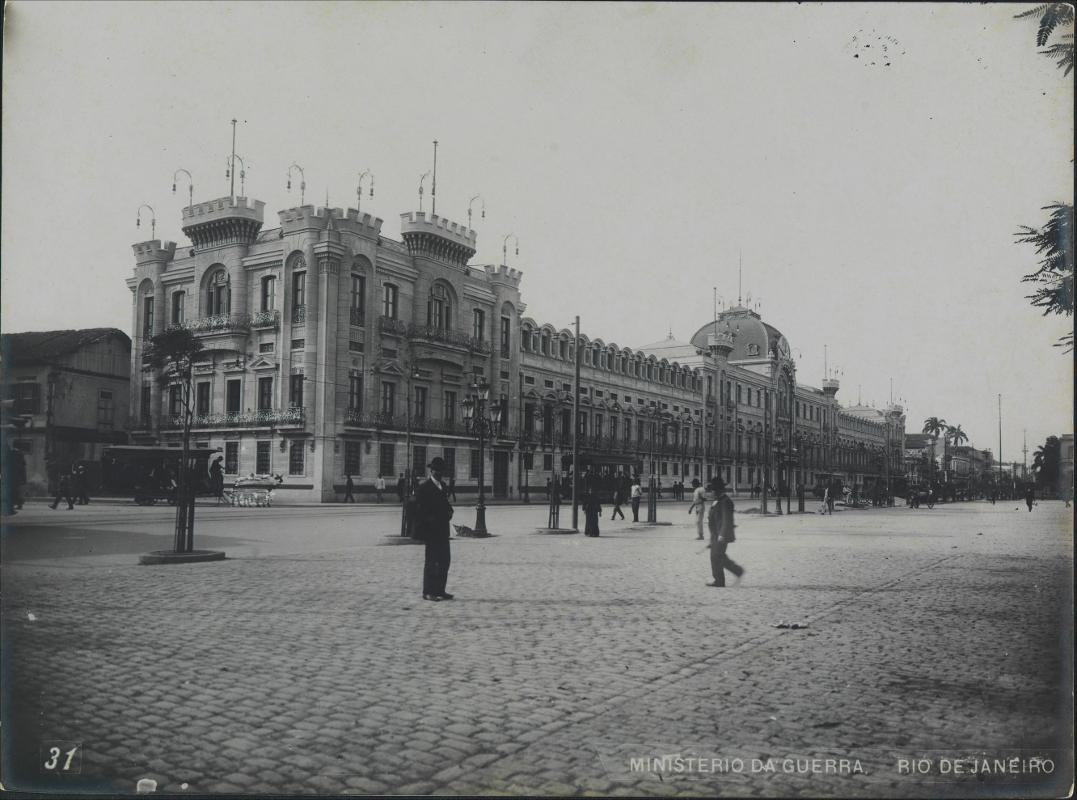
Sede do Ministério da Guerra no Rio de Janeiro

O Exército era representado dentro do governo pelo ministro da Guerra. Este era um cargo político e não necessariamente precisava ser designado a um militar, mas apenas um civil ocupou a pasta no período, o deputado Pandiá Calógeras, de 1919 a 1922. O comando do Exército cabia em 1889 à Repartição do Ajudante-General do ministro, posto ocupado sempre por militares. O ajudante-general tinha atribuições amplas, como a administração do pessoal e planejamento, e comandava diretamente a guarnição da capital e do estado do Rio de Janeiro. A Repartição do Ajudante-General foi extinta em 1899, dando lugar ao Estado-Maior do Exército (EME), que havia sido fundado em 1896, mas até então não era uma realidade e não tinha regulamento aprovado. Não era claro se o comando do Exército caberia ao ministro da Guerra ou o chefe do EME, e essas duas figuras disputaram a liderança da instituição nos anos seguintes.
O EME era um órgão de cúpula, encarregado de estudar a organização, direção e execução das operações militares, com autoridade sobre a instrução e disciplina da tropa nos comandos das forças e direções dos serviços militares. Seus oficiais eram os mesmos da antiga Repartição, e assim, ocupados demais com tarefas burocráticas. Para contornar essa situação, em 1908 a Reforma Hermes eliminou a exclusividade do corpo de Estado-Maior, abrindo suas tarefas a oficiais de qualquer ramo, e livrou o EME de muitas tarefas administrativas. Outra mudança importante foi a subordinação da Escola Militar do Realengo ao EME em 1918, inspirada nas organizações equivalentes na Alemanha. O papel do EME só começou a ficar claro após a chegada da Missão Militar Francesa.
Um decreto de 1915 atribuiu ao Presidente da República o comando supremo do Exército, tendo abaixo dele os órgãos do Alto Comando: o Ministério da Guerra, EME, Inspetoria do Exército e Grandes Comandos (das Regiões Militares e divisões). O ministro da Guerra teria autoridade sobre os demais órgãos, centralizando a administração do Exército. Entretanto, outro decreto em 1920 centralizou no EME a direção e coordenação suprema de todos os serviços do Exército. Numa divisão de tarefas ideal, o chefe do EME trataria dos assuntos cotidianos da instituição, enquanto o ministro da Guerra negociaria com o Congresso, buscaria verbas e resolveria outras questões políticas. Na realidade, os ministros tentavam centralizar em si a tomada de decisões e o planejamento. Os políticos não queriam dar muita independência ao EME, pois através do Ministério da Guerra podiam usar o Exército como instrumento político.

### Força terrestre

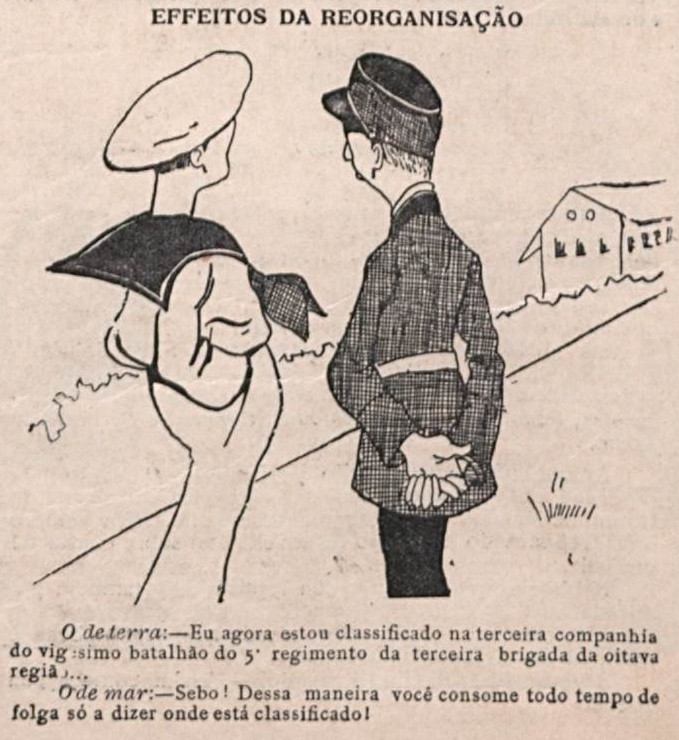
Ilustração na revista O Malho satirizando a estrutura criada com a Reforma Hermes: "estou classificado na 3.ª companhia do 20.º batalhão do 5.º regimento da 3.ª brigada da 8.ª região..."

As tropas do Exército em 1889 estavam divididas numa série de unidades das quatro armas: batalhões de infantaria, regimentos de cavalaria, regimentos de artilharia de campanha, batalhões de artilharia de posição e batalhões de engenharia. Os "regimentos" da cavalaria e artilharia eram equivalentes aos batalhões da infantaria. O efetivo das unidades era diminuto: as maiores, os batalhões de infantaria, tinham no papel 425 praças. A "unidade" é uma organização com alguma autonomia administrativa, mas não operacional, pois só estruturas maiores (brigadas e divisões) combinavam armas de combate, apoio ao combate e apoio logístico. Os exércitos ocidentais possuíam divisões permanentes e agrupavam seus batalhões de infantaria em regimentos. O Exército Brasileiro só organizava brigadas e divisões durante a guerra, e dessa forma, sua organização em tempo de paz era bastante rudimentar. Foi através das reformas desse período que ele criou uma estrutura orgânica semelhante à dos exércitos modernos.
No Império havia "Comandos das Armas" nos estados, mas eram divisões territoriais de inspeção, e não comandos de tropa, e subordinavam-se ao Poder Executivo estadual. Esses comandos foram substituídos em 1891 por distritos militares. A nova divisão territorial, imitando o sistema divisionário europeu, era inédita ao subordinar os distritos diretamente ao Ministério da Guerra e organizá-los por critérios como a operacionalidade e viabilidade tática. Entretanto, eles não funcionaram bem e eram inadequados às demandas administrativas do serviço militar obrigatório. Em 1908 foram substituídos por regiões de inspeção permanentes, e estas, por regiões militares e circunscrições militares em 1915.
Com a Reforma Hermes de 1908, a estrutura adquiriu uma complexidade inédita. Os batalhões de infantaria foram agrupados em 15 regimentos, e estes, em cinco Brigadas Estratégicas, num arranjo ternário (três regimentos de três batalhões); a Brigada Estratégica tinha uma estrutura "pesada", semelhante a uma divisão. Brigadas de Cavalaria agruparam os regimentos dessa arma. A artilharia passou a ter grupos, um nível intermediário entre as baterias e regimentos. Fora das brigadas havia batalhões e companhias de caçadores, regimentos de cavalaria independente e outras unidades responsáveis pela segurança e defesa das regiões sem forças estratégicas.
A ordem de batalha da Reforma Hermes era demasiado ambiciosa para o tamanho e condições materiais do Exército. Muitas unidades não existiam, ou estavam desfalcadas. Os exércitos europeus tinham regimentos de três mil homens; o Brasil previa regimentos de pouco mais de 500 homens. A 11.ª Região e 4.ª Brigada Estratégica usadas na Guerra do Contestado eram em grande medida fictícias. Os regimentos com três batalhões no papel mal conseguiam enviar uma companhia para a guerra. Organizações posteriores também teriam muitas ficções.
A "Remodelação" do Exército de 1915 substituiu as Brigadas Estratégicas por Divisões de Exército, cada qual com duas brigadas de dois regimentos de infantaria, um regimento de cavalaria divisionário e uma brigada de artilharia. Os regimentos permaneciam com três batalhões. Os batalhões de caçadores foram incorporados às divisões. A próxima grande reforma foi em 1921, sob orientação francesa, transformando as Divisões de Exército em Divisões de Infantaria e as Brigadas de Cavalaria em divisões. O sistema regimental e divisionário passaria por transformações até sua extinção no Plano Diretor de 1970, que instituiu o sistema de brigadas usado no século XXI.

## Pessoal

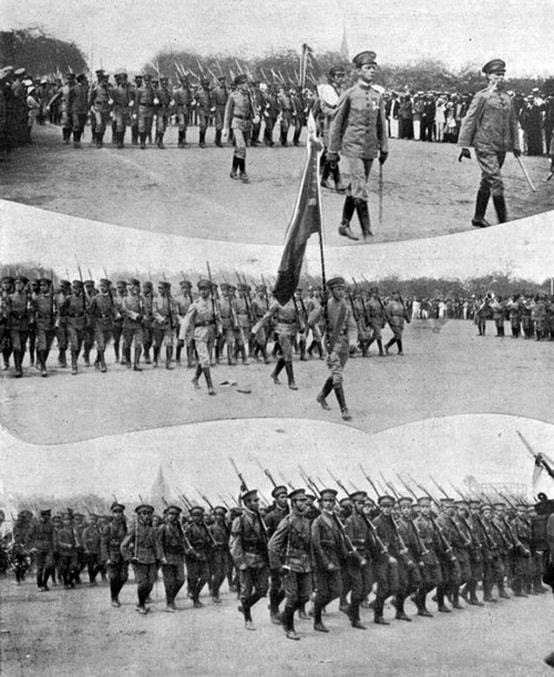
Batalhões desfilam no Dia da Independência de 1917

Em 1889 o Exército tinha 15 mil homens, podendo em teoria expandir a 30 mil se necessário. Não havia reserva e era difícil mobilizar grandes contingentes no início da República. O governo provisório duplicou os efetivos para 24 877 homens, mas era normal que o efetivo real, especialmente de praças, fosse menor, e a deserção era um problema. Os conflitos dos anos 1890 exigiram medidas emergenciais como o recrutamento de centenas de alferes no meio civil, o comissionamento de praças como oficiais e a mobilização de batalhões patrióticos. O efetivo legal chegou a 28 160 em 1900, mas logo antes da expedição ao Acre, a situação financeira fez o governo cortá-lo a apenas 15 mil homens. As unidades partiram em campanha com soldados emprestados de outras unidades, deixando lacunas. Em 1910 o efetivo subiu a 24 877 homens, o que ainda era considerado insuficiente para a defesa nacional, e a escassez de pessoal continuava séria.
O efetivo foi fixado em 52 mil em 1915, o que não correspondeu à realidade. A inteligência militar americana registrou um efetivo autorizado de 43 747 homens em 1919, com 37 mil em serviço de fato. O efetivo autorizado era de 42 977 homens em 1921. A Missão Militar Francesa sugeriu uma reorganização com um efetivo de 74 354 homens em tempo de paz, mas os oficiais brasileiros não consideraram o plano realista, e o Congresso não aprovou a expansão. A realidade estava muito aquém desse número. Só existiam 24 dos 71 grupos de artilharia de campanha planejados, e cinco dos 27 de artilharia pesada. As unidades existentes tinham "claros" de pessoal em falta, o que é observável na disponibilidade real de oficiais (2 551 dos 3 583 previstos) e de médicos (216 de 369 em 1920).
O Jornal do Brasil publicou em 1921 os seguintes números: três mil oficiais, 43 mil suboficiais e homens de tropa, dez mil reservistas, dois mil alunos nas escolas militares e 16 mil homens nas forças militares estaduais. O embaixador da França relatou um efetivo de 38 527 homens em 1922. A lei de autorização do efetivo de 1925 previa 3 583 oficiais e 42 393 praças; segundo estimativas americanas, o número real seria de 3 045 oficiais e 36 mil praças. Segundo dados publicados em 1941 pelo ministro da Guerra, Eurico Gaspar Dutra, os efetivos reais eram de 30 000 em 1920 e 50 000 em 1930.
A Primeira Guerra Mundial e o serviço militar obrigatório deram um ímpeto consistente de crescimento aos efetivos. Em 1930 havia 1,1 soldado por mil habitantes, índice baixo comparado a outros países, mas o efetivo do Exército havia crescido em 220% desde 1890, enquanto a população crescera em 162%. A longo prazo, a expansão numérica fortaleceu o poder central em detrimento dos coronelismos locais.

### Hierarquia
No século XIX a hierarquia dos praças-de-pré era, em ordem crescente, o soldado, anspeçada, 2.º e 1.º cabo, furriel, 2.º e 1.º sargento e sargento-ajudante. No início da República as graduações de anspeçada e furriel foram abolidas e surgiu a de 3.º sargento. Os termos "posto" e "graduação" eram usados tanto para cabos e sargentos quanto para oficiais em determinados sentidos, e somente em meados do século XX "posto" significaria somente as patentes dos oficiais, e cabos e sargentos seriam conhecidos como os "graduados".
Na hierarquia, o posto de marechal era o mais alto. Abaixo dele, os antigos postos de brigadeiro e marechal de campo foram substituídos por general de brigada e general de divisão em 1890. Mais abaixo havia os postos de coronel, tenente-coronel, major, capitão, 1.º tenente e 2.º tenente. Os alferes deixaram de existir em 1908. O termo aristocrático cadete deixou de ser usado em 1897. Na Escola Militar, o posto de alferes aluno deixou de existir em 1905, quando surgiu o aspirante a oficial, considerado um praça especial, com tratamento similar aos oficiais.

### Soldados

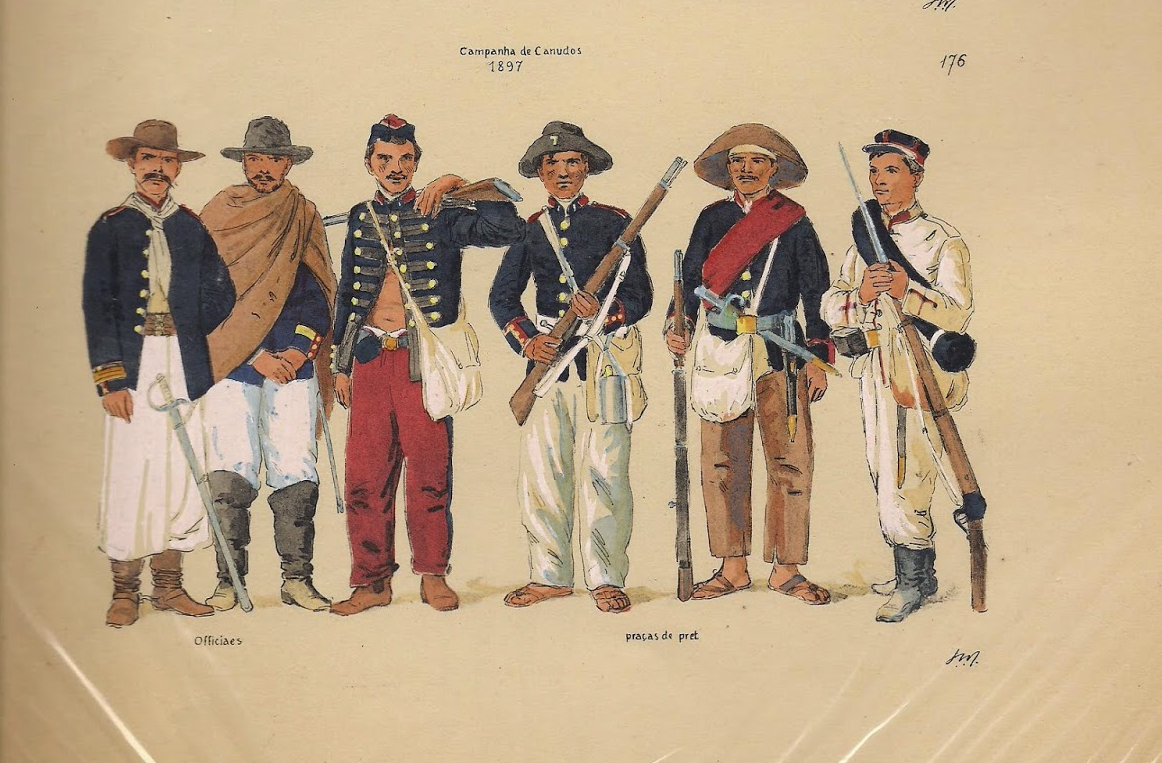
Uniformes da campanha de Canudos

No início da República os soldados eram "profissionais", mas só no sentido de servirem por longos anos, e "voluntários", mas só no sentido de não haver um sistema de serviço militar obrigatório até 1916. Eles eram incorporados pelo voluntariado e o recrutamento forçado: a "escória da sociedade", presa nas ruas, era encaminhada pela polícia aos quartéis. Não se deve confundir este sistema com o serviço militar obrigatório, que depende de um processo específico, o alistamento. Pelo contrário, o recrutamento obrigatório atingia principalmente a população menos documentada pelo Estado. A carreira de soldado era detestada há tempos pela opinião pública. As indisciplinas e tumultos eram constantes e os oficiais mantinham o controle pelo castigo físico.
Não havia programação centralizada de instrução. Os recrutas eram incorporados ao longo do ano, sem receber um treinamento homogêneo, e podiam reengajar continuamente até o final da carreira. Sua rotina não era de preparo físico, treinamento de tática, tiro ao alvo ou acampamento, mas de guarda, faxina, patrulha e missões para levar recados. O tenente Francisco de Paula Cidade, à época do Contestado, relatou que os soldados podiam passar semanas sem nenhuma instrução. Consequentemente, não dominavam o mínimo do manejo de suas armas e de ordem unida. Conforme o historiador Frank McCann, "se os generais brasileiros em 1900 estavam despreparados para liderar, tampouco os soldados estavam aptos para seguir ordens". Os sertanejos em Canudos priorizavam matar os oficiais do Exército, compreendendo que seus soldados estariam pouco dispostos a lutar sem a liderança dos oficiais.

#### Serviço militar obrigatório

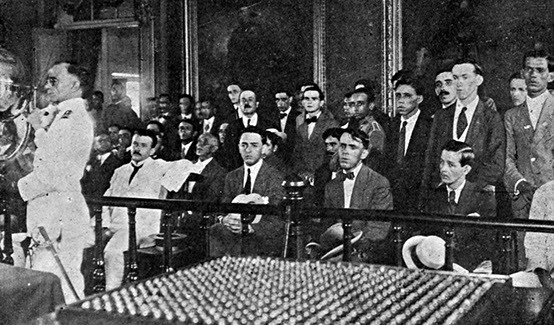
Sorteio militar em 1918

Reformas do recrutamento eram tentadas desde o Império. Os hierarcas do Exército insistiam no serviço militar obrigatório como forma de preencher os claros no efetivo, generalizar a instrução militar e formar reservas mobilizáveis, transformando levas anuais de recrutas em soldados e transferindo-os a uma reserva crescente. Eles não queriam ficar para trás de Chile, Argentina e Peru, que haviam adotado o serviço militar obrigatório a partir de 1900. Sua referência era a Europa, onde a conscrição já era a norma desde a Guerra Franco-Prussiana (1870–1871). Os exércitos europeus tinham grandes reservas, que podiam mobilizar rapidamente através das ferrovias e armar com suas crescentes indústrias. A conscrição era, juntamente com a educação, uma forma dos Estados-nação transformarem e controlarem suas populações. Assim, no Brasil ela era vista por seus defensores como sinônimo do progresso.
A conscrição foi instituída pela Lei do Sorteio em 1908, com forte pressão governamental e apoio da classe média urbana, mas muita controvérsia entre alguns intelectuais e o movimento operário antimilitarista. O serviço militar obrigatório chocava também com os interesses dos coronéis rurais, que protegiam seus subordinados do recrutamento em troca de sua lealdade. A inoperância da lei só foi superada por um esforço renovado de articulação política e relações públicas durante a Primeira Guerra Mundial, culminando no primeiro sorteio militar em dezembro de 1916. A conscrição foi eficaz na expansão do efetivo, mesmo sofrendo com uma elevada taxa de insubmissão. Havia diversas formas de evasão ao serviço como conscrito, entre elas uma nova modalidade de preparação de reservistas, o Tiro de Guerra.

#### Novo soldado: conscrito

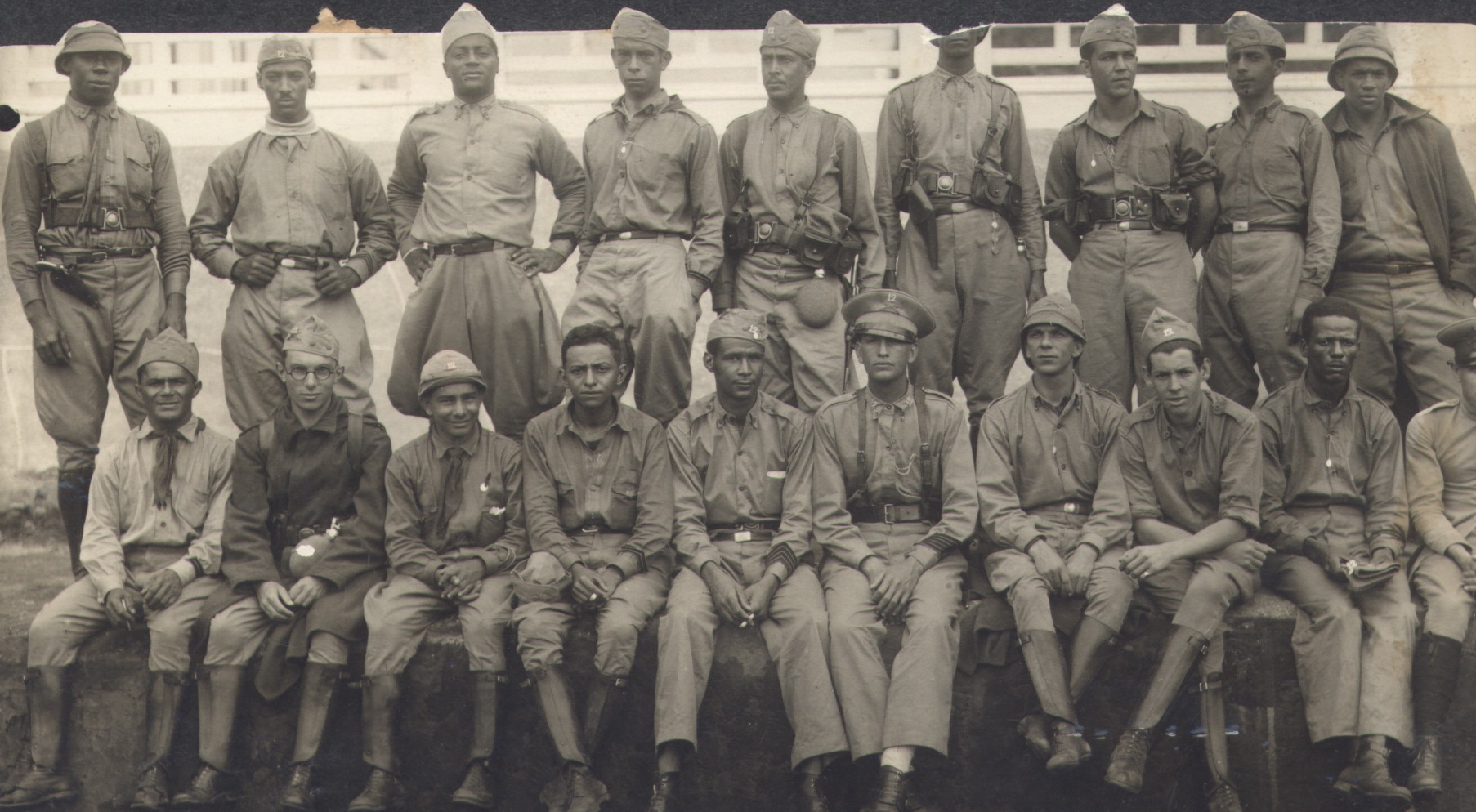
Praças do 12.º Regimento de Infantaria em 1930

Após 1916, a formação de reservistas transformou a carreira militar. A força foi dividida em elementos permanente e variável, respectivamente compostos de oficiais de carreira (com alguns praças engajados) e levas de conscritos que retornavam à vida civil após um ou dois anos, rotacionando continuamente o corpo de praças. Os incorporados chegavam simultaneamente, eram mais jovens e, embora ainda representassem a classe baixa, não eram mais a "escória da sociedade": nos registros médicos de 1922–1923 os recrutas eram em sua maioria trabalhadores agrícolas, operários e empregados do comércio. Os trabalhadores rurais, que representavam mais da metade da população, estavam sub-representados por falta de registro dos nascimentos no interior. Até onde era possível, o Exército recrutava conscritos nas redondezas das unidades, e consequentemente despencou o número de nordestinos, pois havia poucas unidades naquela região. Fisicamente, os recrutas nesses registros tinham uma média de 1,65 metros de altura e 58,2 kg de massa corporal.
Nos anos 1920 a maioria dos convocados não comparecia aos quartéis. Quando compareciam e passavam pelo treinamento, observadores militares estrangeiros continuavam a ter opinião negativa de sua disciplina e moralidade. Um adido americano chamou os soldados brasileiros de "ignorantes e analfabetos", suscetíveis à "psicologia da multidão" e indispostos ao trabalho braçal, embora elogiasse sua resistência física e disposição a enfrentar "o perigo e a morte com louvável grau de frieza e calma". A imagem apresentada pelo adido ao serviço de inteligência em Washington carrega os preconceitos de sua sociedade, mas tem grande valor histórico. Nesta época as taxas de deserção, insubordinação, lesão corporal e homicídio já estavam caindo. A taxa de alfabetização dos recrutas de 1922–1923 (70,1%) estava acima da população como um todo no censo de 1920 (42,1%). As condições de trabalho e a imagem do serviço militar tiveram melhorias gradativas, mas reais. Em algumas décadas a posição de soldado ganharia respeitabilidade social.
A instrução dos recrutas ocorria num ciclo contínuo e progressivo ao longo do ano, composta de um treinamento comum — preceitos de subordinação, continências, higiene, etc. — e outro particular a cada arma. A infantaria, por exemplo, deveria treinar o emprego do fuzil, esgrima de baioneta, uso de ferramentas de sapa, maneabilidade de pelotão e outras atividades. Os soldados já treinados recordariam e aperfeiçoariam as instruções já conhecidas e fariam outras atividades como a ginástica e patrulhas de combate. Na escola regimental  os praças analfabetos teriam as primeiras letras e os alfabetizados seriam preparados para as funções de cabo e sargento. A qualidade do treinamento dependia do comprometimento dos oficiais e recursos disponíveis em cada corpo de tropa, sendo geralmente pior quanto mais longe dos grandes centros urbanos. Ao final dos anos 1920, o principal treinamento continuava a ser a ordem unida, apesar dos esforços para aumentar a instrução de tiro.
O quadro de atividades diárias de 1916 previa um toque de alvorada às 04h00 no verão em quartéis ao norte do trópico. Seguiam-se o café às 04h30, instrução das 05h00 às 08h00, almoço às 09h00, parada às 10h00, limpeza de animais das 10h30 às 12h00, instrução das 12h30 às 14h30, jantar às 16h00, ceia das 18h00 às 18h30, escola regimental das 19h00 às 20h30, toque de recolher às 21h00 e toque de silêncio às 22h00. A alimentação em tempo de paz variava conforme a região, e alguns relatos do período entreguerras mencionam más condições higiênicas. Os cardápios normalmente incluíam café, pão e banana no desjejum, feijão, arroz, farinha de mandioca, ensopado de carne ou jabá, laranja e café no almoço e o mesmo no jantar. A educação física e o atletismo entre os praças eram ainda pouco organizados.

### Graduados

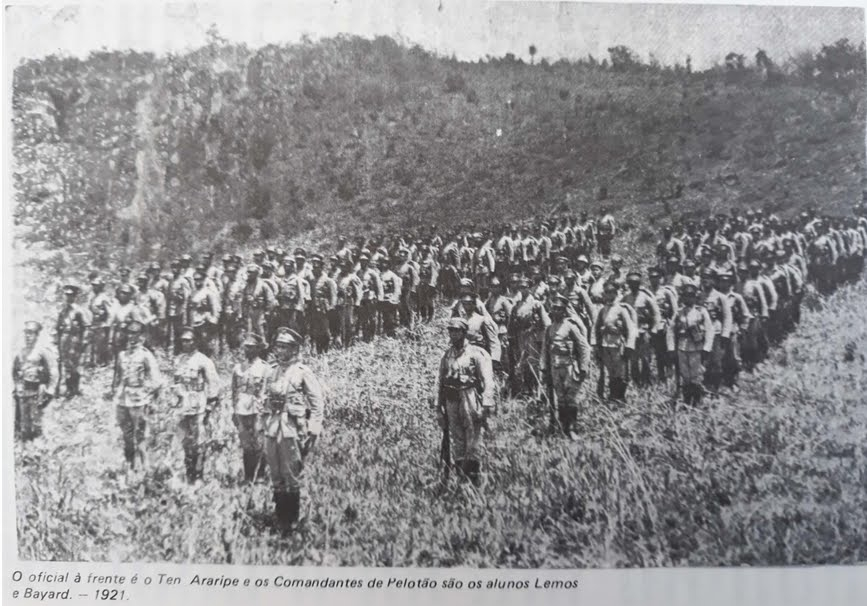
Pelotões do Curso de Sargentos de Infantaria da ESI em 1921

As graduações de cabo e sargento eram progressão natural da carreira dos soldados. As promoções ocorriam na própria unidade: concursos determinavam as promoções até a graduação de terceiro-sargento, e os segundo-sargentos e primeiro-sargentos eram escolhidos pelos comandantes, que tinham margem para usar critérios personalistas. Os cursos dentro dos corpos de tropa tinham "sofrível carga de conhecimentos teóricos e práticos". Havia possibilidades de especialização na  Escola Geral de Tiro do Campo Grande e a Escola Tática e de Tiro de Rio Pardo, ambas transformadas em Escolas Práticas em 1890 Alguns sargentos viravam oficiais através de comissionamentos, especialmente em tempos de beligerância, ou prestavam o concurso da Escola Militar.
A função dos sargentos era de executar as ordens dos oficiais através de sua massa de manobra, os soldados, e para isso, teriam que ser indivíduos rudes, capazes de impor a disciplina, se preciso à força. Tipicamente eram sujeitos de pouca escolaridade, "solteiros, viviam no quartel e tinham a reputação de levar uma vida desregrada". Deve-se levar em conta que os regulamentos dificultavam a formação de famílias pelos praças, e os oficiais consideravam o casamento dos sargentos um ônus financeiro excessivo para a instituição. Os sargentos tinham poucos direitos e a indisciplina era frequente. Questões de alimentação, salário e tratamento culminaram em diversos motins e levantes, dos quais o maior foi a conspiração da "revolta dos sargentos" de 1915.
Nos anos 1910 e 1920, primeiro sob os Jovens Turcos e depois sob a Missão Militar Francesa, o Exército procurou elevar o nível técnico de seus cabos e sargentos. Eles não eram mais só disciplinadores e cumpridores de ordens, e assumiam algumas funções tradicionais dos oficiais. Era preciso instruí-los a treinar os recrutas, operar novos equipamentos bélicos e cumprir novas responsabilidades nas novas unidades táticas básicas, os grupos de combate. A conspiração de 1915 tinha teor exclusivista, revelando uma identidade própria do grupo e fazendo os oficiais desconfiaram da lealdade dos sargentos. Ela alterou também sua formação: pretendia-se que ela fosse densa como dos oficiais, mas curta. Em 1919 surgiu a Escola de Sargentos de Infantaria, onde seriam formados instrutores para os Tiros de Guerra. Na década seguinte formaram-se sargentos telegrafistas, mecânicos, observadores aéreos e pilotos.
A centralização e adensamento da socialização facilitaram o autorreconhecimento dos sargentos como grupo. Não houve mudanças significativas na sua posição social. Oficiais mais conservadores ainda desprezavam sua qualificação; o ministro Setembrino de Carvalho comentou que "uma praça analfabeta com uma "memória virgem" aprendia e recordava suas obrigações mais facilmente que outra com alguma educação". Mesmo os reformistas só aceitavam a profissionalização de um pequeno núcleo de sargentos especializados. Para eles, permitir que o restante desse grupo fizesse carreira ou tivesse direitos integrais ao casamento seria oneroso demais aos cofres públicos.

### Oficiais

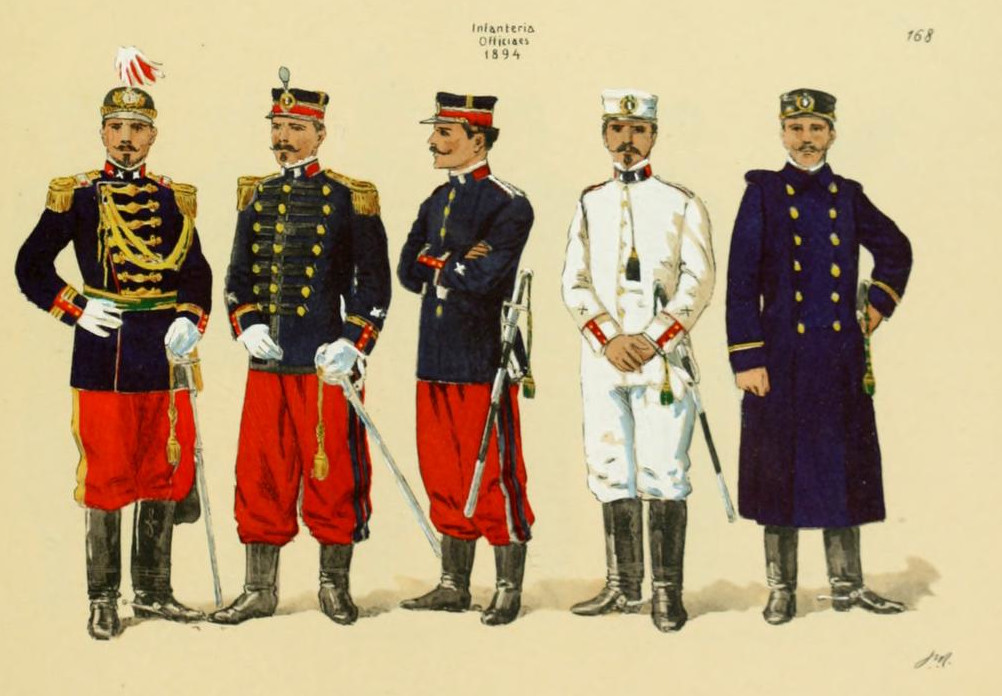
Uniformes dos oficiais de infantaria em 1894

O Exército era inteiramente controlado pelos oficiais. O Brasil não desenvolveu uma tradição de liderança por sargentos, como nos exércitos americano, britânico, alemão e francês. Após 1916, os oficiais eram o único elemento permanente da corporação. A única rota de entrada para o corpo regular de oficiais era a Escola Militar, mas antes da implantação do serviço militar obrigatório, muitos oficiais vinham das baixas patentes através da promoção, e nos anos 1920 surgiu uma rota adicional de entrada, os Centros de Preparação de Oficiais da Reserva (CPOR), em algumas cidades.
Nos primeiros anos da República havia dois tipos de oficiais, os "bacharéis de farda", formados em Artilharia ou Engenharia na Escola Militar da Praia Vermelha (EMPV), e os tarimbeiros, com os cursos menores de Infantaria e Cavalaria ou curso nenhum. Os tarimbeiros eram oficiais experientes, que tinham contato com os problemas da tropa, mas careciam de formação técnica moderna; eram práticos da guerra. Os bacharéis tampouco tinham essa formação: o currículo tinha teor civil, formando burocratas, escritores e políticos. Eram desacostumados à disciplina e subordinação e avessos ao serviço nos corpos de tropa, considerando-se acima da tarefa de instruir soldados. Nos conflitos internos dos anos 1890, os tarimbeiros comandaram a tropa. Os bacharéis, com algumas exceções, ausentaram-se. Assim, ainda faltava militarizar os militares.

#### Reformas do ensino militar
Além da Praia Vermelha havia duas outras escolas em Fortaleza e Porto Alegre, mas elas foram fechadas em 1898. A EMPV foi fechada após sua participação na Revolta da Vacina em 1904. Os alunos de infantaria e cavalaria passaram a estudar na Escola de Guerra, em Porto Alegre, e os demais na Escola de Artilharia e Engenharia, no Realengo; a etapa seguinte do ensino era em Escolas de Aplicação, respectivamente situadas em Rio Pardo, para a infantaria e cavalaria, e Santa Cruz, Rio de Janeiro, para a artilharia e engenharia. A partir de 1905, novos regulamentos de ensino combateram o bacharelismo e cientificismo, reforçando a disciplina e profissionalizando o currículo. Os alunos foram enquadrados militarmente, organizados como batalhões de infantaria. Somente praças poderiam matricular-se, eliminando a figura do oficial-aluno. Também foi criada a Escola de Estado-Maior (EEM), para uma instrução complementar superior, formando os oficiais que organizariam o Exército. Ela seria definida mais tarde, no regulamento de 1913–1914, como um "instituto de altos estudos militares". Porém, nos anos 1900 e 1910 ela ainda tinha poucos alunos e influência.

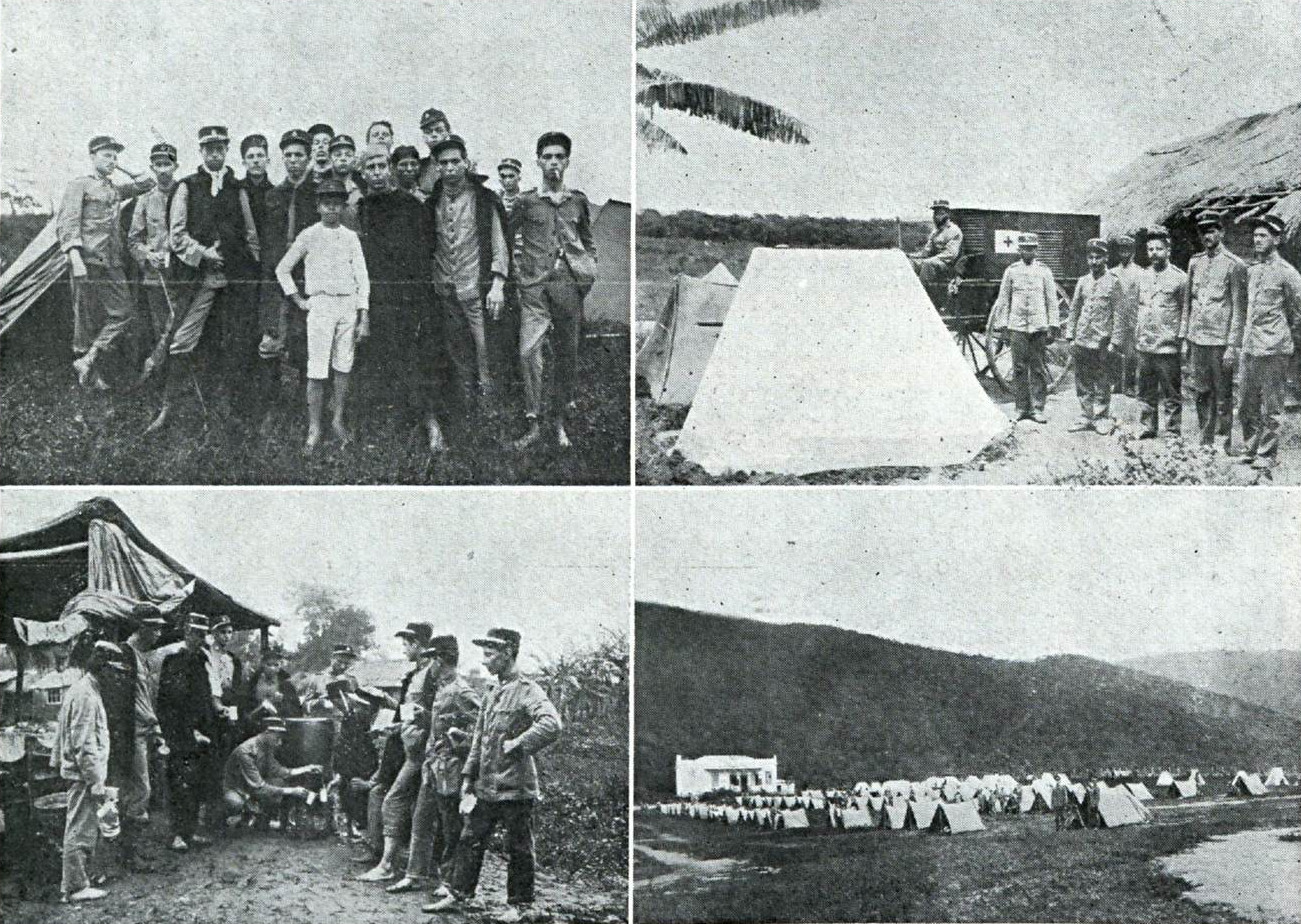
Alunos da Escola Militar do Realengo em manobras em campo

A reforma do ensino militar só encontrou condições orçamentárias na década de 1910. O ensino de todas as armas foi centralizado no Realengo em 1913. Os instrutores, até então escolhidos por favoritismo, foram selecionados por concurso em 1918. Essa nova geração do corpo docente, denominada "Missão Indígena", aplicou o pensamento dos Jovens Turcos. No currículo, a preponderância da instrução prática e utilitária sobre a teoria chegou a seu auge. Os alunos eram submetidos ao esforço físico no campo de instrução de Gericinó; não havia área equivalente na Praia Vermelha. A rotina pesada e a socialização conferiam um forte senso de pertencimento à instituição e diferença em relação aos "paisanos".
A Escola Militar do Realengo formava os "chefes de pelotão e não os generais". Os estudos teóricos mais avançados eram ministrados à parte. Somente com a criação da Escola de Aperfeiçoamento de Oficiais (EsAO) em 1919 o estudo contínuo após a Escola Militar tornou-se realidade para a maioria dos oficiais. Esta Escola qualificava os tenentes e oficiais até o comando de um batalhão e realizava exercícios de campo com unidades-escola. Era ali que os oficiais recebiam a doutrina da Missão Militar Francesa. Depois de formados, eram designados como instrutores nas unidades para difundir essa doutrina. Outro lugar no qual os franceses trabalharam desde o início foi a EEM, onde os futuros integrantes do Alto Comando do Exército passaram a ser formados. Em 1919, um decreto determinou que após dez anos (1929), o diploma do curso de Estado-Maior passaria a ser prerrequisito para a promoção ao generalato.
A EsAO e a EEM eram escolas de aperfeiçoamento, com teor generalista. Sob a Missão Militar Francesa também foram criadas ou modificadas escolas especializadas. A Escola do Serviço de Saúde formou médicos militares a partir de 1923; até então, o Exército era servido por médicos formados em faculdades civis. A Escola de Aviação Militar formava pilotos, observadores, mecânicos e especialistas para os aviões. A Escola de Intendência, inaugurada em 1921, tinha um curso de intendência militar e outro de administração, para formar corpos de gestão. A Escola de Veterinária passou a ter um curso de aperfeiçoamento em 1929. Um Centro de Instrução de Transmissões funcionou de 1927 a 1929. Também surgiram centros de formação com cursos mais rápidos de especialização: o Centro de Formação de Oficiais Instrutores de Equitação, Centro de Instrução de Artilharia e Centro de Instrução de Especialistas de Infantaria.

#### Novo oficial

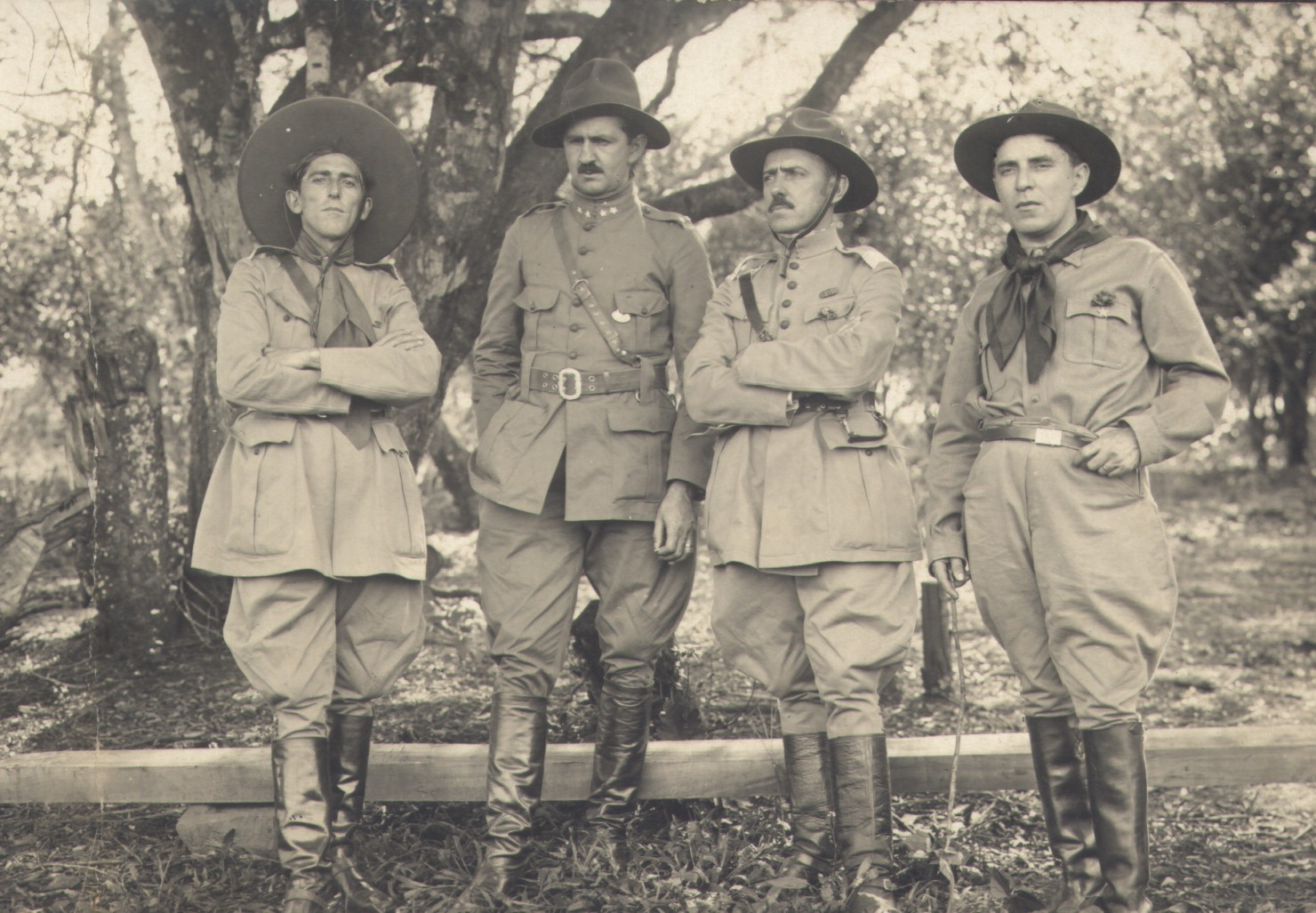
Oficiais na Revolução de 1930

A Missão Militar Francesa disciplinou o oficialato, eliminando as resistências às suas reformas. Sob sua tutela foram realizadas grandes manobras que evidenciaram as deficiências: segundo Francisco de Paula Cidade, "oficiais superiores com a carta da região e a bússola nas mãos erravam o caminho e terminavam sem saber onde estavam". Os franceses avaliaram o Exército Brasileiro como inferior ao argentino em organização, preparação e serviços. Os oficais que falhavam nas manobras, apelidados "cacos de granada", eram designados como se fossem feridos e tinham que passar o comando. Quando a falha era em trabalhos escritos ou provas orais, o oficial recebia o "bilhete azul" com um convite ao trancamento da matrícula. Mesmo velhos oficiais superiores foram eliminados. O impacto dos franceses não era imediato, mas gradual, à medida que influenciavam a formação de oficiais e a identidade do Exército.
Um dos aspectos da nova identidade dos oficiais era a crença na meritocracia de suas carreiras. Desde meados do século anterior, a ascensão de carreira combinava "princípios meritocráticos (títulos escolares, tempo de serviço, bravura) e extra-meritocráticos (relações personalísticas, notoriedade política)"; a partir dos anos 1920, a profissionalização reforçou os princípios meritocráticos. As promoções combinavam critérios de mérito e antiguidade; na prática, as juntas de promoção priorizavam o critério da antiguidade. O generalato tinha seus próprios critérios de promoção, controlados pelo presidente. As baixas patentes do oficialato eram as mais numerosas: em 1920, 65,1% dos oficiais eram tenentes, e 21,3%, capitães. Não eram necessariamente jovens; havia muitos 1.º tenentes no fim da casa dos trinta anos de idade. O "engarrafamento" desses escalões, produzido pelas anistias a revoltas e pelos altos limites de idade para a permanência nos postos, atrasava a progressão de carreira, contribuindo ao descontentamento no baixo oficialato.
Ao assumir o Ministério da Guerra em 1918, Pandiá Calógeras avaliou que os oficiais estavam mais ocupados com a burocracia do que as missões e o aperfeiçoamento profissional. O problema persistiu em relatórios das décadas seguintes. Nos anos 1920, observadores militares americanos consideravam a proficiência profissional dos oficiais brasileiros inferior ao dos argentinos e chilenos, e muito inferior à dos americanos. Ainda assim, os jovens oficiais treinados no padrão europeu sentiam-se melhor preparados do que seus superiores, e de fato, os tenentistas dos anos 1920 foram "os rebeldes mais tecnicamente profissionais que o Exército já enfrentou", na definição de Frank McCann. Para o tenentista Cordeiro de Farias, sua turma de 1919 da Escola Militar foi a primeira a receber uma formação verdadeiramente militar. Seus conhecimentos práticos e técnicos, transmitidos pela Missão Indígena, foram uma vantagem nas campanhas da Coluna Prestes.

## Estrutura física

### Equipamento

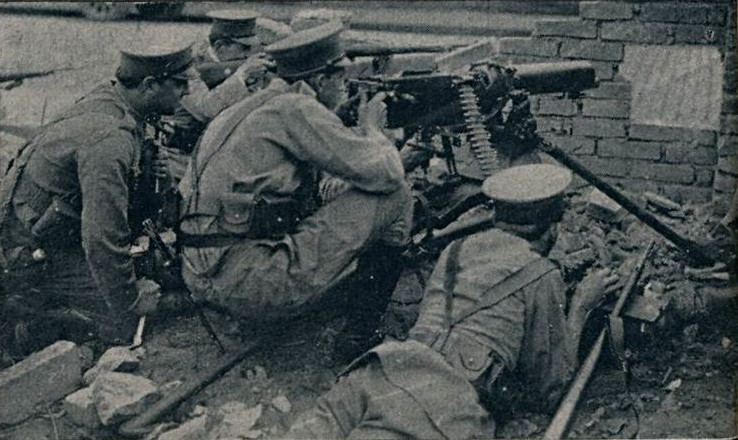
Posição de metralhadora em São Paulo em 1924

Em 1889 o Exército usava uma série de armamentos importados. A infantaria usava o fuzil Comblain, alguns fuzis Minié antigos e baionetas. A cavalaria usava carabinas de repetição Winchester, adaptadas aos cartuchos Comblain, revólveres Nagant e sabres. Metade dos regimentos portava lanças. A artilharia de campanha usava peças La Hitte, Paixahans, Whitworth e Krupp, e a artilharia de costa, Parrot, Whitworth, Armstrong e Krupp, além de foguetes Congreve. A metralhadora era a Nordenfelt desde 1889, com duas para cada batalhão de infantaria e duas a quatro para cada regimento de cavalaria ou artilharia de campanha. A cor predominante dos uniformes era o azul-escuro.
Fuzis alemães Mannlicher, os primeiros rifles de repetição do Exército, começaram a substituir os Comblain e carabinas em 1892. Por sua vez, eles foram substituídos até a Primeira Guerra Mundial pelos Mauser, também alemães. Como parte da Reforma Hermes, muitos armamentos foram comprados na Alemanha. A Krupp forneceria a artilharia: obuseiros de 75 e 105 mm, artilharia de montanha de 75 mm e canhões de 305 mm para a artilharia de costa. Metralhadoras dinamarquesas Madsen, designadas "fuzil metralhador modelo 1906-1909" no Brasil, foram distribuídas a partir de 1911. As companhias de metralhadoras criadas pela reforma de 1908 usavam oito metralhadoras Maxim. O número de metralhadoras era muito pequeno, menos de 100 em 1917; na mesma época o Exército Alemão tinha 15 mil. A reforma de 1908 também mudou a cor dos uniformes para o cáqui, melhor para a camuflagem, e adotou ferramentas de sapa para a infantaria. A aviação foi usada pela primeira vez em 1915, para o reconhecimento na Guerra do Contestado, mas Ricardo Kirk, único aviador do Exército à época, morreu em um acidente de voo.
Em 1920, tanto o ministro da Guerra quanto A Defesa Nacional descreviam o Exército como praticamente desarmado, tão grave eram as deficiências de material. A situação melhoraria ao longo da década década. A infantaria recebeu metralhadoras Hotchkiss em 1922 e deveria ainda ter canhões 37 mm Puteaux e morteiros Stokes como petrechos de acompanhamento. O calibre comum de suas armas permaneceu o 7,92×57mm Mauser. A artilharia recebeu canhões franceses da Schneider e Saint-Chamond. Os novos armamentos franceses tinham suas controvérsias entre os oficiais, muitos dos quais preferiam modelos de outros países. Também na imprensa houve polêmica, em parte pois ambas empresas tentaram desqualificar uma à outra.

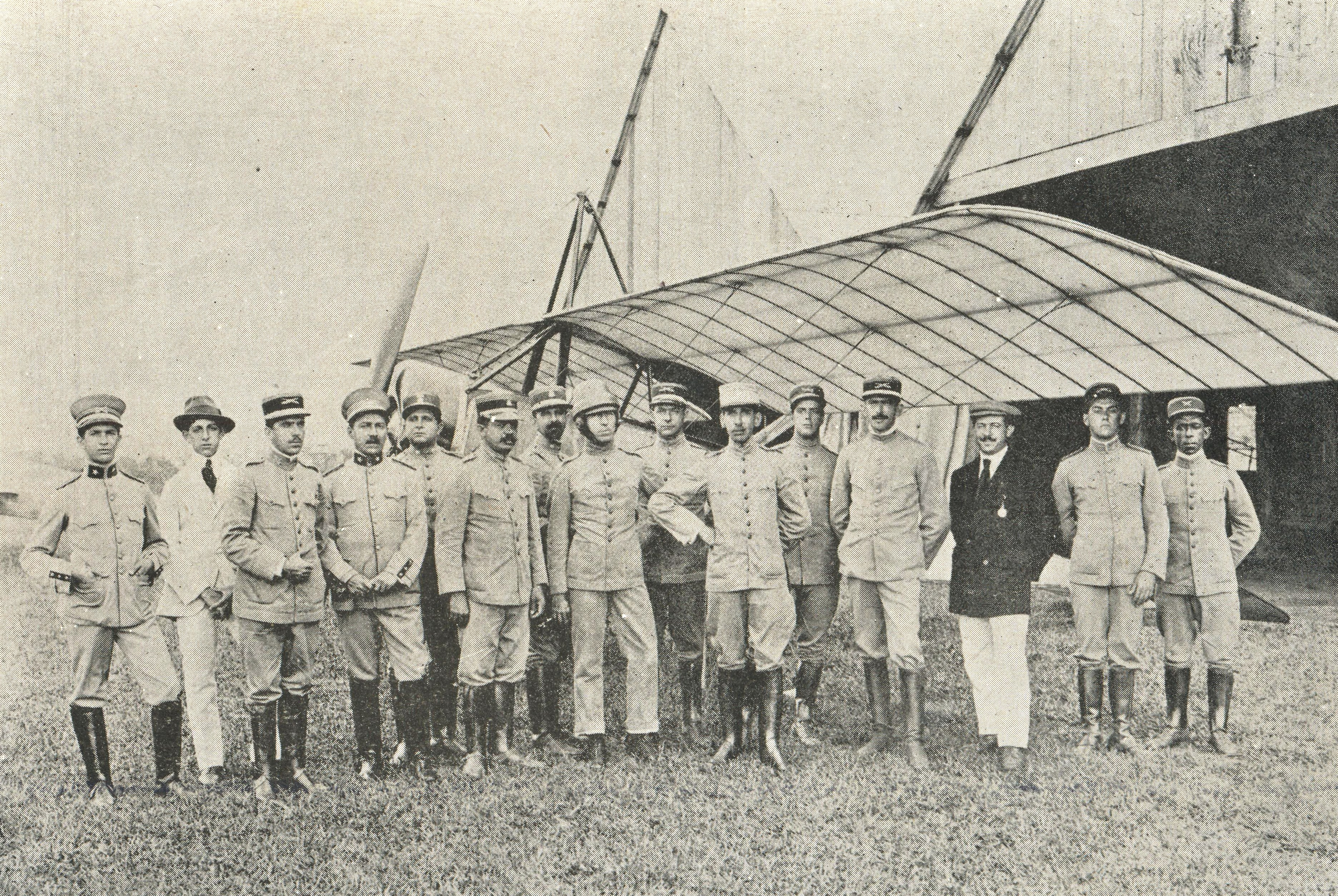
Aviação na Guerra do Contestado

A primeira tentativa de mecanização do Exército foi a Companhia de Carros de Assaulto, constituída com onze carros de combate Renault FT-17 em 1917; entretanto, ela não teria continuidade. A grande novidade tecnológica era a aviação: com a ajuda de instrutores franceses, a primeira turma de aviadores foi formada em 1920. Os primeiros aviões, com modelos de treinamento, caça e observação e bombardeio, eram também franceses. Eles estavam concentrados na Escola de Aviação Militar, no Campo dos Afonsos. A organização divisionária aprovada em 1921 previu doze esquadrilhas subordinadas às divisões, mas somente na 3.ª Região Militar elas saíram do papel. Mesmo essa expansão foi efêmera: o Grupo de Esquadrilhas de Aviação do Rio Grande do Sul, criado em 1922, foi desativado em 1928. Em 1927 a Aviação tornou-se a quinta arma do Exército, lado a lado com a infantaria, cavalaria, artilharia e engenharia. Não havia Força Aérea Brasileira; a aviação militar estava dispersa entre as aviações do Exército e Naval.

### Indústria
As instalações industriais no início da República eram uma Fábrica de Cartuchos e Artefatos de Guerra (Rio de Janeiro), duas Fábricas de Pólvora (Rio e Mato Grosso) e três Arsenais de Guerra (Rio, Rio Grande do Sul e Mato Grosso). Não eram fábricas de armamento, que continuava importado, com os arsenais brasileiros limitando-se à montagem e manutenção. Havia algumas empresas privadas no setor, como a Rossi e Fábrica Nacional de Cartuchos. As instalações em Mato Grosso foram desativadas no início do século XX. Uma fábrica de pólvora sem fumo foi instalada em Piquete, São Paulo, em 1909. A munição de pequenos e médios calibres era produzida na Fábrica de Cartuchos, no Realengo, e no Arsenal de Guerra do Rio de Janeiro, mas ainda era preciso importar, especialmente dos Estados Unidos. Esses poucos empreendimentos fabris trabalhavam com matérias-primas importadas.
Antes da Primeira Guerra Mundial, os oficiais tinham um consenso de no mínimo produzir munição, mas o ministro da Guerra declarou em 1899 que os arsenais existentes eram suficientes. Devido ao início da guerra, nem todos os armamentos encomendados na Alemanha foram entregues, evidenciando os riscos de depender das importações. Durante a guerra o comando do Exército criou a Diretoria de Material Bélico e enviou uma comitiva para comprar maquinário industrial nos Estados Unidos. Em 1919, a necessidade de produção autônoma já era a linha oficial do Ministério da Guerra. Oficiais brasileiros discutiam a necessidade de indústrias de base, especialmente metalúrgicas, o espaço a ser ocupado pela iniciativa privada e o Estado e as dificuldades de obter uma indústria competitiva; os investimentos seriam altos e os retornos tardariam a chegar. Essas discussões estavam nos primórdios do desenvolvimento industrial brasileiro a partir da década de 1930. Os reformistas militares passaram a exigir essa industrialização na sua área de interesse, mesmo sem contestar a economia agroexportadora como um todo.

### Instalações

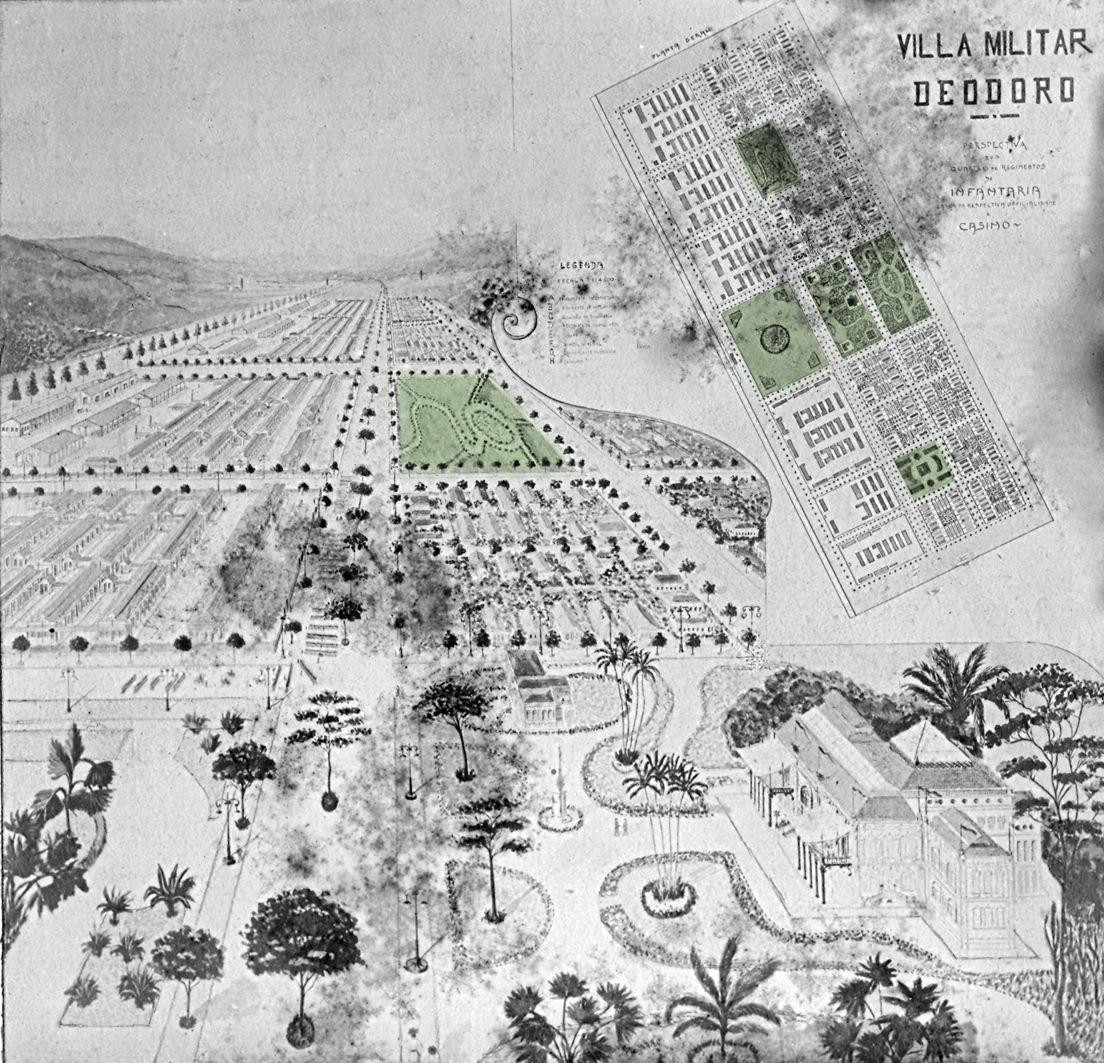
Projeto da Vila Militar

A precariedade dos quartéis e suas instalações sanitárias era generalizada no início da república e tardaria a mudar. Em 1902 as unidades de Curitiba estavam em propriedades alugadas. O relatório ministerial de 1918 apontava a inexistência de quartel para várias unidades, como o 8.º Batalhão de Caçadores, sediado em casinholas alugadas pela prefeitura, e o 3º Regimento de Cavalaria, em baixos casebres de sapê. Como depois notaria Calógeras, não havia depósito de material de mobilização, e a munição de artilharia estocada nos paióis era o suficiente para menos de uma hora de fogo. Havia também deficiência de campos de instrução.
No Rio de Janeiro as instalações militares, algumas usadas pelo Exército desde o século XVIII, concentravam-se desde o Império no centro e litoral, mas a partir de 1850 houve uma interiorização dos quartéis, motivada pela valorização imobiliária, a necessidade de espaços abertos para treinar novas manobras e armamentos e a defesa das reservas de material bélico. Os novos quartéis acompanharam as ferrovias. O primeiro esforço significativo para aliviar a deficiência de instalações foi a Vila Militar, cuja construção começou em 1909. Ela era posicionada ao longo da Estrada de Ferro Central do Brasil e vizinha ao campo de Gericinó, onde era possível realizar manobras. Ela fazia parte de um complexo de áreas militares abrangendo também Deodoro, Realengo e Campo dos Afonsos, região ainda pouco urbanizada.
A Vila Militar tinha um quartel, escritório, enfermaria e oficinas para cada regimento e casas individuais para oficiais e sargentos. Ela rompeu com a tradição de construção de quartéis do século anterior e incorporou princípios modernos de planejamento, circulação, higiene, zoneamento e padronização, além de demonstrar o lugar dos oficiais na sociedade. Hermes da Fonseca pretendia uma base no modelo da Vila Militar para cada brigada estratégica, mas pela falta de verbas, esse modelo não chegou a ser reproduzido fora do Rio de Janeiro. As unidades no Distrito Federal eram melhor alojadas, alimentadas e supridas do que as demais no restante do país, e era nelas que os oficiais preferiam servir.
Um programa abrangente de construção de quartéis começou na década de 1920, numa escala nunca antes vista: obras em 45 quartéis e a construção de 61 novos quartéis, cinco hospitais militares, enfermarias, cinco armazéns, um aeroporto, um estádio e um lago para treinamento de pontões. Além de sanar as deficiências dos quartéis, era preciso expandir a estrutura para absorver os reservistas que seriam mobilizados numa guerra. Os quartéis deveriam ficar longe dos centros urbanos para dar espaço ao treinamento, o que nem sempre foi possível. Eles eram de dois tipos: desmontáveis, feitos principalmente para a cavalaria, e de alvenaria. As obras foram delegadas à iniciativa privada nacional, principalmente a Companhia Construtora de Santos, de Roberto Simonsen, a um custo estimado de 23 milhões de dólares, financiados por títulos públicos. A empresa de Simonsen trabalhou de 1921 a 1925. O programa de construção melhorou significativamente as condições materiais dos quartéis, trouxe o Exército e o Estado brasileiro a novos lugares e desenvolveu a infraestrutura dos municípios onde foi realizado. Entretanto, alimentou novas acusações de corrupção contra a administração Calógeras. Os "quartéis de Calógeras" prosseguiram como a base física de muitas unidades nas décadas seguintes.

#### Fortificações

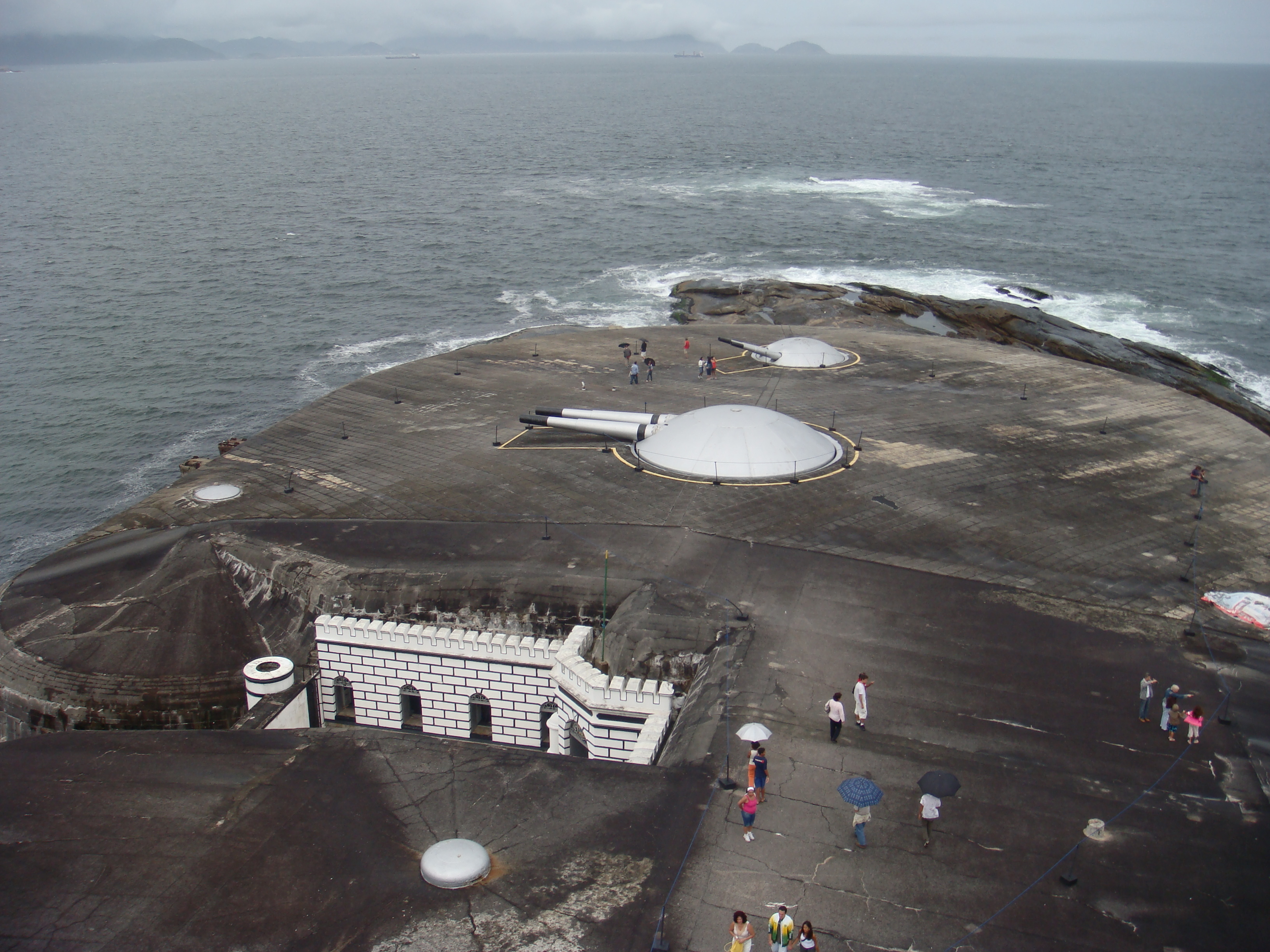
Torres do Forte de Copacabana

A Revolta da Armada revelou o atraso tecnológico da artilharia de costa, incapaz de enfrentar inimigos dentro da baía de Guanabara. Enquanto os quartéis eram interiorizados, era preciso remodelar o sistema de defesa do litoral fluminense. Ao longo de três décadas, novas fortificações costeiras foram construídas com concreto e aço e as antigas receberam novos armamentos. O sistema tinha sete fortificações distribuídas simetricamente. Os fortes de Copacabana (construído de 1908 a 1914) e Imbuí (de 1896 a 1901) ficavam exteriores à baía com canhões de grosso calibre e longo alcance (até 23 quilômetros). As antigas fortalezas de Santa Cruz e São João e o novo forte da Laje receberam novas baterias de 1896 a 1906 para defender a entrada da baía com fogo de curto alcance. Os fortes de São Luís e do Vigia receberam entre 1913 e 1919 baterias de obuses para atirar nos couraçados com fogo mergulhante.

### Transporte e logística

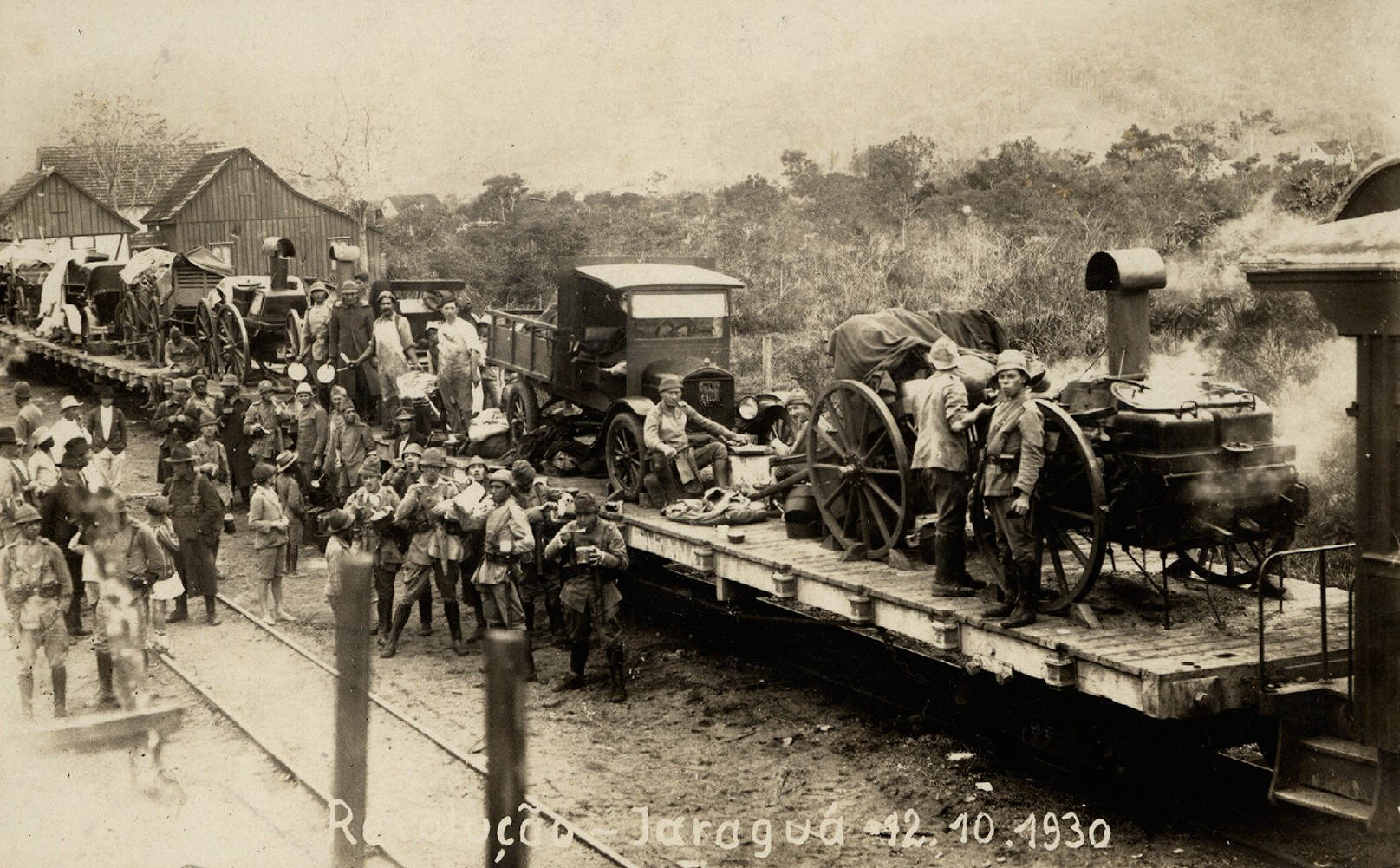
Transporte ferroviário na Revolução de 1930

Para deslocar tropas e materiais de campanha entre os estados, o Exército podia recorrer às rotas ferroviárias, marítimas ou fluviais. As estradas de rodagem eram poucas. Ao início da República o país carecia de um efetivo sistema de transportes inter-regional, e sua economia consistia em complexos regionais isolados. Havia uma ferrovia conectando o centro político e econômico do país ao Rio Grande do Sul, e uma apenas. O acesso ao Centro-Oeste, Norte e Nordeste dependia mais do transporte marítimo e fluvial; Mato Grosso só veria uma conexão terrestre, a Estrada de Ferro Noroeste do Brasil, a partir de 1914, e o Norte e Nordeste permaneciam desconectados à época da Segunda Guerra Mundial. A política ferroviária era uma questão de defesa e não apenas de economia. Em 1906, uma expedição federal para acudir ao governador mato-grossense Antônio Pais de Barros só chegou a Cuiabá quando o governador já estava derrubado e assassinado pela oposição.
Das ferrovias e portos até a linha de frente as bagagens eram transportadas pela tração animal, suplementada a partir das campanhas de 1924 por um pequeno número de caminhões Ford Model T. Suprimentos, doentes e feridos transitavam entre a frente e a retaguarda em carroças e caminhões. Afora a cavalaria e algumas unidades montadas das outras armas, os soldados normalmente se deslocavam a pé. A princípio não havia sistemas centralizados de abastecimentos de víveres e transporte ou corpo de quartel-mestre, de forma que a qualidade da logística dependia dos fornecedores locais e da iniciativa do comandante.

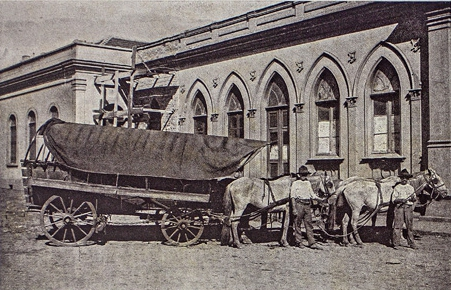
Carro colonial usado pelos comboios na campanha do Paraná

O despreparo foi sentido em Canudos, onde a fome desmoralizou a tropa e metade da carga de um dos comboios de abastecimento, com centenas de milhares de cartuchos, caiu nas mãos do inimigo. Só a coleta de gado e víveres por uma unidade de busca salvou a expedição do general Artur Oscar da inanição. A intervenção pessoal do ministro da Guerra, o marechal Bittencourt, conseguiu improvisar uma estrutura efetiva de apoio logístico. Em 1901 o ministro Mallet constatou que só havia duas companhias de transporte em todo o Exército e faltavam animais e carros para a logística. Ele propôs que cada unidade fizesse um levantamento dos cavalos, bois e carros da sua região para requisitá-los, indenizando os donos, em caso de necessidade. Este sistema não foi posto em prática e dificilmente seria aceito pela administração financeira do governo e pelos civis que perderiam sua propriedade.
A situação melhorou até os anos 1920. No Paraná em 1924–1925 houve provisões satisfatórias na retaguarda do exército governista, embora a linha de frente tivesse dificuldades de abastecimento quando as chuvas impediam a passagem dos cargueiros. Prevaleceu o lado com mais recursos, isto é, os governistas. Na mesma década os rebeldes da Coluna Prestes evitaram as ferrovias e grandes cidades. Quando adentraram uma área mais povoada e desenvolvida, o norte de Minas Gerais, o governo conseguiu rapidamente concentrar reforços e afastar a incursão. O governo não conseguiu derrotar a Coluna no campo de batalha, mas provou sua capacidade de deslocar milhares de tropas federais a terras remotas com poucas guarnições, como Goiás, e impor sua vontade sobre os chefes políticos locais.

### Serviço médico

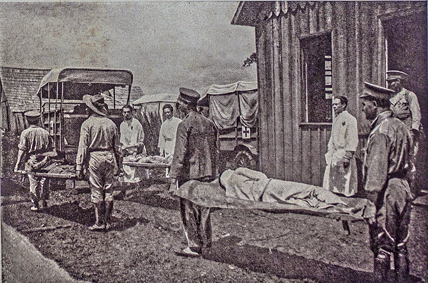
Transporte de feridos na campanha do Paraná

Em tempos de paz os soldados e seus dependentes desfrutavam de melhor assistência médica do que a maioria da população, pois tinham acesso ao serviço médico do Exército. Em 1902 o sistema abrangia oito hospitais e dezenove enfermarias, que trataram 16 123 pacientes — mais do que o efetivo total, que não passava de 16 mil homens. Mesmo não havendo combates, 2,2% dos pacientes morreram. As principais causas de morte eram a tuberculose e o beribéri, e doenças como a varíola, peste bubônica, febre amarela, malária e parasitoses também eram comuns e só não faziam mais vítimas graças à preocupação dos militares com a limpeza e o trabalho da comissão de polícia sanitária do Exército. Como na medicina civil, a qualidade do serviço variava por região e melhorou lentamente ao longo das décadas. O Corpo de Saúde tinha médicos e farmacêuticos militares ou contratados, e dentre os últimos a rotatividade era grande, pois os salários não eram competitivos.
Em campanha, o ministro Mallet observou que a falta de serviços regulares de enfermagem, transportes médicos ou ambulâncias seria fatal. Poucos anos antes, o corpo médico do Exército se viu sobrecarregado em Canudos. O extenso número de feridos que morreram fora do combate teria algumas centenas de nomes a mais se não fosse pela ajuda de comitês de cidadãos e estudantes da Faculdade de Medicina da Bahia. Na ofensiva de 18 de julho de 1897, os feridos passaram horas debaixo do sol, com sede e hemorragia nas feridas cobertas de moscas, até chegarem os poucos homens encarregados de recolher os feridos. No hospital de sangue realizavam-se constantes amputações contra a gangrena, mas não houve como lidar com as hemorragias internas, a febre e a fome.
Duas décadas mais tarde, na campanha do Paraná, ainda foi um desafio tratar dos doentes e feridos numa área remota, com condições meteorológicas, sanitárias e alimentares hostis. O serviço de saúde era escalonado entre postos de socorro imediato, postos de ambulâncias mistas, hospitais de evacuação e hospitais de retaguarda. Os feridos eram evacuados da linha de frente em redes, padiolas ou liteiras carregadas por muares, em longas distâncias até carroças, caminhões e outros meios de transporte à retaguarda. O número de doentes era muito maior do que o de feridos, e alguns soldados já chegavam doentes à linha de frente. As doenças mais comuns eram relacionadas aos aparelhos digestivo (disenterias, colites e enterocolites) e respiratório (bronquite, broncopneumonia e formas pulmonares de gripe), além de centenas de casos de doenças venéreas, inclusive entre oficiais.

## Táticas

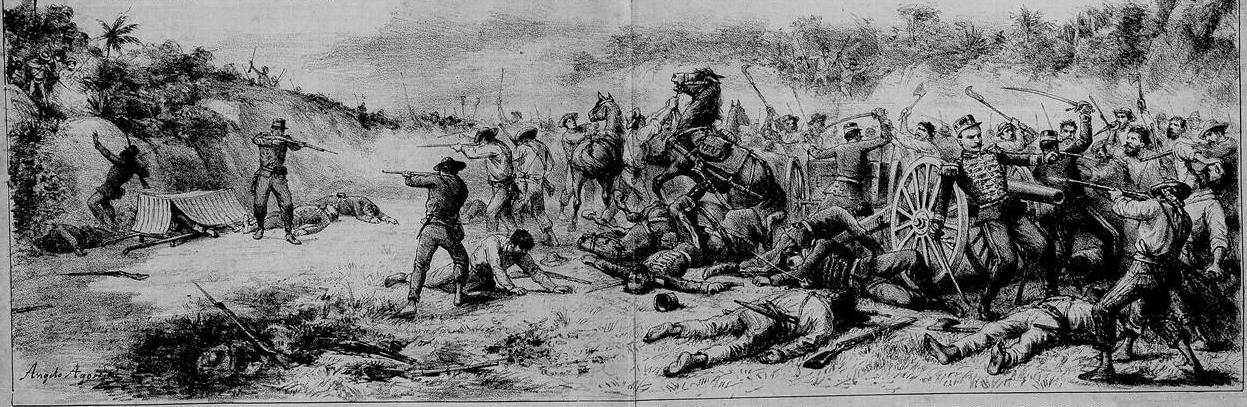
Combate em Canudos

Até a Primeira Guerra Mundial os regulamentos táticos brasileiros, à semelhança de seus equivalentes na Europa, enfatizavam uma infantaria de elevado moral, que cultivasse uma "tendência natural para a ofensiva", apoiada pela artilharia. Os papéis da cavalaria eram secundários. Para conquistar uma posição, fogos de artilharia e metralhadoras imobilizariam o inimigo em suas trincheiras, enquanto a infantaria avançaria, aproveitando cobertas e abrigos no caminho. Na sua ausência, usaria o fogo e movimento, com uma seção atirando enquanto outro progredia.
A unidade de emprego básica era o pelotão, com fuzilaria a comando e formações densas em linha ao estilo napoleônico ou da Guerra do Paraguai. Os movimentos eram semelhantes aos da ordem unida, sem muita liberdade de manobra. A investida final seria rápida, sobrepujando o inimigo com fogos e baionetas, e a posição conquistada seria então reforçada. Na defesa, a infantaria manteria posição em trincheiras ou outras proteções, com o apoio de artilharia e metralhadoras. A linha não precisaria ser contínua, contanto que coberta pelos campos de tiro. Contra a cavalaria, a infantaria formaria quadrados.
Os regulamentos não eram necessariamente seguidos em combate. Como observado por alguns oficiais no Contestado, os soldados tinham péssima pontaria e não conseguiam passar da linha de marcha para linha de atiradores sem fazer alto, expondo-se ao inimigo. As formações estendiam suas linhas ao máximo, sem manobrar em profundidade e sem manter uma reserva. A cavalaria preferia cargas e surpresas mal preparadas, negligenciando a patrulha e combate a pé, e as unidades de abastecimento comportavam-se como a cavalaria.

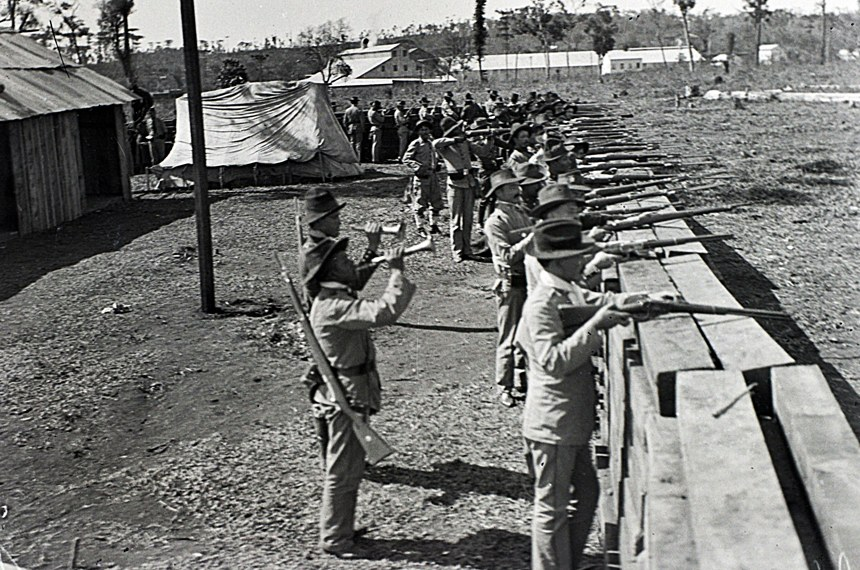
Trincheira no Contestado

As guerras no exterior provavam o custo exorbitante de avançar com formações cerradas de infantaria sob fogo inimigo. Em Canudos, a ofensiva para adentrar o arraial de Belo Monte, em 18 de julho de 1897, custou 1 014 baixas de um total de 3 349 homens. Em retrospecto, o ministro Mallet observou que as tradições de comando tolhiam a iniciativa dos líderes de pelotão e reiterou os princípios de atirar sem se expor ao fogo retaliatório e aplicar a máxima pressão com a menor força possível. A letalidade e ampla disseminação das metralhadoras, como observado na guerra na Europa, foi levada em conta no regulamento para a infantaria de 1921. A nova unidade tática principal da infantaria e, até certo ponto, da cavalaria, passou a ser o grupo de combate, cada qual armado com um fuzil-metralhadora. Os outros integrantes do grupo seriam apenas assistentes do soldado com o fuzil-metralhadora. Os grupos avançariam por lanços, apoiando uns aos outros com o fogo e movimento. Não havia mais preocupação com o alinhamento.
O ministro Setembrino de Carvalho expressou satisfação com o desempenho das tropas no combate urbano em São Paulo em 1924, sobretudo na coordenação entre a infantaria e artilharia. O general Abílio de Noronha criticou a conduta das mesmas operações: segundo ele, a artilharia bombardeou a esmo, matando muitos civis, e a infantaria gastou seus cartuchos em tiroteios inconsequentes, quando assaltos a baioneta, apoiados por canhões leves, morteiros e carros de combate, teriam tido sucesso contra as frágeis posições defensivas (paralelepípedos empilhados) dos oponentes. A cavalaria serviu de guarda de quartel e a aviação se limitou a reconhecimentos e bombardeios ineficazes. O uso excessivo da força também foi marca de Canudos e do Contestado, quando o Exército incendiou povoados inteiros.
Nos combates no Paraná, até o ano seguinte, os grupos de combate da infantaria usaram cobertas e abrigos para progredir no terreno, mas não há relatos de avanço por lanços. A artilharia não conseguiu destruir as trincheiras adversárias, e era de conhecimento geral que um assalto frontal contra suas metralhadoras era um ato suicida. Tiroteios entre uma trincheira e outra só serviram para gastar a munição. A ofensiva só se mostrou viável através da surpresa ou de manobras de flanco. A cavalaria foi pouco utilizada. Na retaguarda, a arma de engenharia trabalhou na recuperação de estradas e o serviço de transmissões interligou satisfatoriamente os principais órgãos de comando com telégrafos e telefones. O contato com tropas embrenhadas na mata dependia de mensageiros, que nem sempre chegavam a tempo, às vezes resultando em incidentes de fogo amigo.

## A modernização e a politização

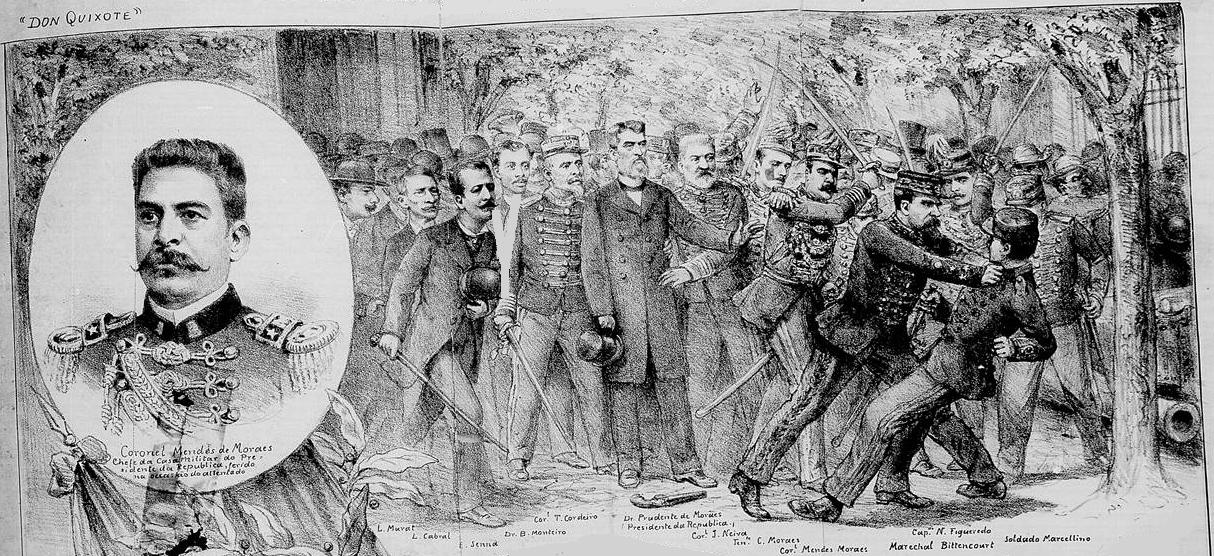
O ministro da Guerra Carlos Machado de Bittencourt intercede para salvar o presidente Prudente de Morais de um atentado perpetrado pelo anspeçada Marcelino Bispo de Melo

Os oligarcas da Primeira República deixavam às Forças Armadas o papel de manter a ordem interna. Na Política das Salvações, o Exército substituiu velhas oligarquias por outras mais agradáveis ao governo federal, e no Contestado, extirpou um obstáculo ao modelo de desenvolvimento vigente. O embaixador britânico observou em 1913: "como força combatente contra um exército realmente disciplinado podemos considerá-lo [o Exército Brasileiro] quantité négligeable, porém é útil ao governo no jogo da 'política', onde, de fato, tem o papel principal como meio para assegurar o controle da clique dirigente". As lideranças reformistas estavam decididas a criar uma força combatente efetiva, com oficiais afastados da política partidária. Ainda assim, ministros da Guerra como Fernando Setembrino de Carvalho (1922–1926) e Nestor Sezefredo dos Passos (1926–1930) não viam contradição entre modernizar o Exército e usá-lo como braço forte da elite política.
Oficiais influentes nesse período viam modernização, europeização, profissionalismo, legalismo e não-intervenção política como sinônimos, não necessariamente compatíveis com a defesa dos interesses da elite política ou com o papel desempenhado em Canudos e no Contestado. O Exército deveria ser o "grande mudo", na expressão dos franceses. As reformas pretendiam neutralizar as revoltas militares, formando novos oficiais "profissionais" e "técnicos", afastados da política. O reformismo dos Jovens Turcos é interpretado na historiografia como um não intervencionismo (transformando o Exército sem atacar a ordem política e social), um intervencionismo em favor da ordem vigente ou um intervencionismo modernizador e conservador, crítico ao regime liberal instituído. De qualquer forma, nos anos 1920 eles foram legalistas e só defenderam a mudança dentro do sistema.
O comportamento legalista é o que José Murilo de Carvalho atribuiu à categoria do soldado profissional, que ele contrapôs ao soldado cidadão, ideologia de intervencionismo militar desenvolvida desde a Questão Militar, durante o Império. O militar seria um cidadão com plenos direitos políticos, disposto a romper a hierarquia para transformar a sociedade. Essa linha de raciocínio esteve tanto na Proclamação da República quanto no tenentismo. Numerosas rebeliões militares ocorreram no período, nenhuma delas representando a corporação como um todo. Paradoxalmente, pela Constituição os militares eram responsáveis por garantir a lei, e ao mesmo tempo, deviam obediência aos superiores "dentro dos limites da lei". A lei não explicitava a quem deveriam obedecer aos subordinados de um comandante rebelde. As autoridades do Exército tinham um hábito de anistiar oficiais rebeldes, facilitando a ocorrência de novas revoltas.

### Relação com o tenentismo
Os tenentistas não deixavam de ser produtos da modernização militar. O núcleo da geração tenentista eram os tenentes formados no Realengo em 1918–1919. A tradição de agitação política da Escola Militar da Praia Vermelha continuou viva nas escolas sucessoras, apesar dos esforços do establishment para extirpá-la. A ela somou-se o senso de ser uma elite moral, superior aos civis, o que as reformas do ensino aguçaram ao fortalecer a identidade desses oficiais. Os generais preferiam culpar a manipulação de políticos civis pelas revoltas.
Outras escolas também tinham impacto político. Na Escola de Estado-Maior, o ambiente tinha hierarquia mais "frouxa" e mantinha os oficiais-alunos por três anos na capital federal, expostos à política. Na própria escola eram abordados os "temas de importância nacional (questão industrial, questão mineral, inserção no capitalismo global, etc.)" nas provas de admissão, conferências e palestras, algumas proferidas por civis. De forma análoga ao Realengo entre os oficiais, a Escola de Sargentos de Infantaria pretendia evitar o contágio político entre os sargentos, mas o resultado foi o oposto, levando a novas revoltas na Era Vargas.
A modernização estava ligada às revoltas, e inversamente, as revoltas interferiam na modernização. O efeito era negativo: deserções, animosidades, repressões e perdas de vidas e quantias onerosas de materiais de guerra. O desprestígio criado pelas revoltas tenentistas aumentou a evasão popular ao serviço militar obrigatório, e o governo passou a suspeitar do Exército, a ponto de paralisar o desenvolvimento da aviação militar durante o mandato de Artur Bernardes.

### Consequências após 1930

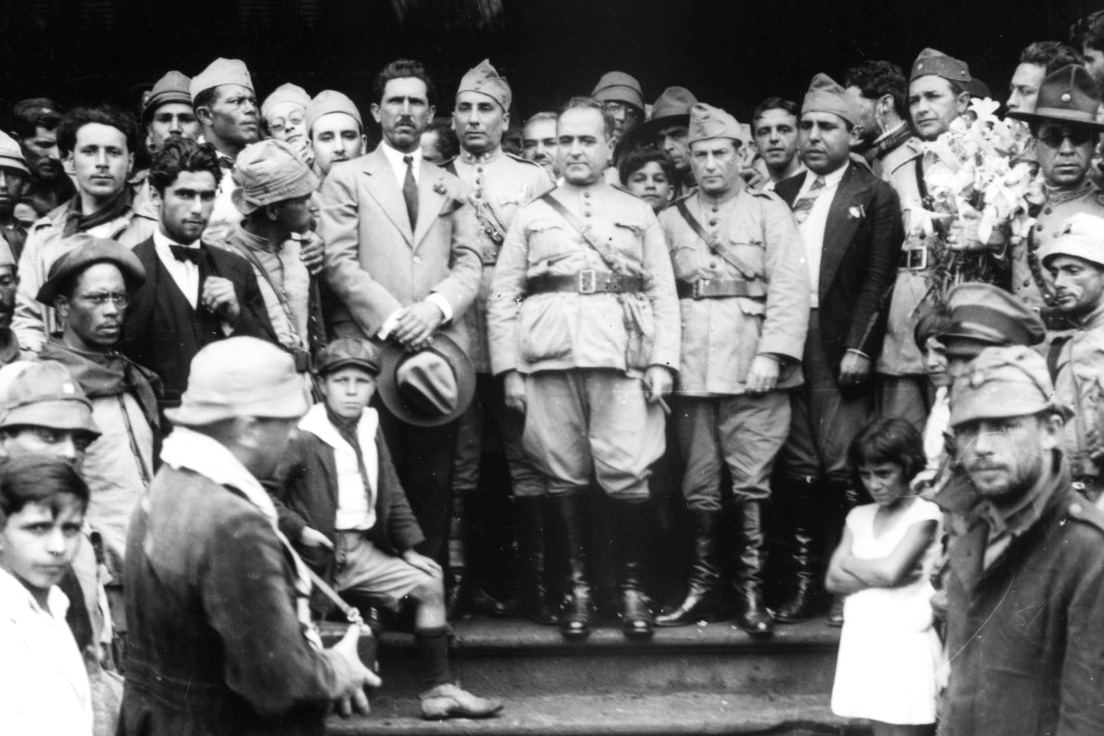
Getúlio Vargas e correligionários civis e militares após o triunfo da Revolução de 1930

O alistamento universal e a reformulação do Estado-Maior tornaram possível um novo tipo de intervencionismo militar após 1930, a "intervenção moderadora", a ser conduzida pelo "soldado-corporação"; até então, o Exército não tinha a vontade institucional, doutrina ou capacidade para ser um "Poder Moderador". Elaborada por pensadores militares como Bertoldo Klinger e Góes Monteiro, essa doutrina previa a atuação política do Alto Comando manejando todo o peso da corporação unificada. Os primeiros exemplos dessa intervenção foram o golpe que pôs fim à Primeira República, em 24 de outubro de 1930, e o golpe de Estado de 1937. Os oficiais de Estado-Maior passaram a ter um conceito amplo de defesa nacional e mobilização, abrangendo tópicos como as indústrias estratégicas. Assim, o escopo de atuação do Exército era muito maior. A aproximação a grupos econômicos industriais já era visível desde 1916, quando foi criada a Liga de Defesa Nacional.
Os oficiais formados nesse período combinaram o profissionalismo ao intervencionismo, considerando necessário atuar na política para obter o Exército que desejavam. A influência francesa convencia os oficiais que o poder militar e o desenvolvimento nacional estavam ligados. Com o tempo os militares tomaram consciência de ser um corpo de elite dentro do Estado, mais moderno que os servidores civis, contribuindo ao senso de superioridade e à vontade de ser pioneiros na modernização.
O crescimento do efetivo, por si só, já aumentava o poder político do Exército; além disso, em 1930 o Exército tinha uma estrutura interna melhor, treinamento profissional de oficiais e praças, um processo decisório centralizado e objetivos mais claros. Mas intervenções políticas isoladas, como dos tenentistas, eram fracas e desagregavam a instituição. Foi preciso o enrijecimento da disciplina nos escalões inferiores para mantê-los sob o controle do órgão de cúpula, o Estado-Maior do Exército. A disciplina mais rígida foi codificada pelo Regulamento Disciplinar do Exército (RDE) e o Regulamento Interno para Instrução e Serviços Gerais (RISG), que entraram em vigor em 1920. Os movimentos revoltosos do Estado Novo (1937–1945) em diante seriam conduzidos pelos generais.

### Citações
1. ↑  Schwarcz & Starling 2015, cap. 13.
2. ↑  Carvalho 2006, p. 21-22.
3. ↑  McCann 2009, p. 40-41,  308-309.
4. ↑  Carvalho 2006, p. 34.
5. ↑  McCann 2009, p. 15, 312.
6. ↑  Carvalho 2006, p. 60.
7. ↑  McCann 2009, p. 41.
8. ↑  Ferreira 2014, p. 80-81.
9. ↑  Carvalho 2006, p. 52-53.
10. ↑  McCann 2009, p. 13.
11. ↑  Savian 2023, p. 265-266.
12. 1 2  McCann 2009, p. 153.
13. ↑  Macaulay 1977, p. 103.
14. ↑  Carvalho 2006, p. 57-59.
15. ↑  McCann 2009, p. 10-11.
16. ↑  Carvalho 2006, p. 24.
17. ↑  Pedrosa 2022, p. 372.
18. ↑  Sena 1995, p. 30.
19. ↑  Carvalho 2006, p. 58.
20. ↑  McCann 2009, p. 101.
21. ↑  Oliveira 2013, p. 139.
22. ↑  Donato 1987, p. 163 e 170.
23. 1 2 3  McCann 2009, p. 327.
24. ↑  Donato 1987, p. 166-167.
25. ↑  McCann 2009, p. 185.
26. ↑  Donato 1987, p. 172.
27. ↑  Rodrigues & Franchi 2022, p. 95.
28. ↑  Rodrigues & Franchi 2022, p. 44.
29. 1 2 3  Rodrigues & Franchi 2022, p. 97.
30. 1 2  Ferreira 2014, p. 59.
31. 1 2  Rodrigues 2008, p. 56.
32. 1 2 3  Rodrigues 2008, p. 94.
33. ↑  Lemos 2014, p. 59.
34. 1 2  Donato 1987, p. 172-184.
35. 1 2  Morais 2013, p. 170-172.
36. 1 2  Carvalho 2006, p. 59.
37. 1 2  Cabeda 2008, p. 305.
38. 1 2  McCann 1980, p. 112-113.
39. ↑  Pedrosa 2018, p. 134.
40. 1 2  Lemos 2014, p. 57-58 e 74-75.
41. 1 2  Svartman 2012, p. 285.
42. ↑  Magalhães 1998, p. 313, 320-323.
43. ↑  McCann 2009, p. 139.
44. ↑  Rodrigues 2008, p. 95-96.
45. ↑  Lemos 2014, p. 44.
46. 1 2 3 4  Daróz 2016, "A Reforma Hermes".
47. ↑  Ferreira 2014, p. 65 e 105.
48. ↑  Beattie 2001, p. 215.
49. ↑  McCann 2009, p. 151.
50. 1 2  Bellintani 2009, p. 231-232.
51. ↑  McCann 2009, p. 144.
52. ↑  Morais 2013, p. 162-163 e 168.
53. 1 2  Marcusso 2012, p. 88.
54. ↑  Morais 2013, p. 162-163, 168.
55. ↑  Cabeda 2008, p. 306.
56. ↑  Rodrigues 2008, p. 114.
57. ↑  Rodrigues 2008, p. 63.
58. ↑  McCann 2009, p. 217.
59. ↑  Marcusso 2012, p. 153.
60. ↑  McCann 2009, p. 229 e 243.
61. ↑  Bellintani 2009, p. 214.
62. ↑  Lemos 2014, p. 60-61.
63. ↑   & Bellintani 2009, p. 246-252.
64. ↑  Lemos 2014, p. 44-45 e 74-75.
65. ↑  Lemos 2014, p. 77-78.
66. ↑  Bellintani 2009, p. 253.
67. 1 2  Lemos 2014, p. 227.
68. ↑  Morais 2013, p. 166.
69. 1 2  McCann 2009, p. 270.
70. ↑  Lemos 2014, p. 226.
71. ↑  Lemos 2014, p. 227-231.
72. ↑  Pedrosa 2018, p. 43.
73. ↑  Mathias & Guzzi 2010, p. 43.
74. 1 2  McCann 2009, p. 326.
75. ↑  McCann 1980, p. 112.
76. ↑  Lemos 2014, p. 40.
77. ↑  McCann 2009, p. 210, 212.
78. ↑  Bento 1989, p. 20.
79. 1 2  McCann 2009, p. 264.
80. ↑  McCann 2009, p. 215-216 e 223.
81. ↑  Ranquetat 2011, p. 11-12.
82. ↑  McCann 2009, p. 222-223.
83. ↑  Reckziegel & Luiza 2006, p. 94-96.
84. ↑  Heinsfeld 2008.
85. ↑  Bellintani 2009, p. 213, 239-242 e 269.
86. ↑  McCann 2009, p. 327-329.
87. ↑  Assunção 2022, p. 23.
88. ↑  Bellintani 2009, p. 213, 239-242, 269.
89. ↑  Pedrosa 2018, p. 133.
90. ↑  McCann 2009, p. 272, 281, 321.
91. ↑  Cruz 2015, p. 79.
92. ↑  McCann 2009, p. 272.
93. ↑  Diacon 1998, p. 410, 422-427.
94. ↑  McCann 2009, p. 39-40 e 282-283 e 304.
95. ↑  Arquivo Nacional 2019.
96. ↑  McCann 2009, p. 40.
97. 1 2 3  Carvalho 2006, p. 29.
98. ↑  McCann 2009, p. 143.
99. ↑  McCann 2009, p. 249.
100. ↑  Amaral 2007, p. 50-51.
101. 1 2  Bellintani 2009, p. 204.
102. 1 2  Magalhães 1998, p. 324.
103. ↑  McCann 2009, p. 304.
104. ↑  McCann 2009, p. 339.
105. 1 2  Pedrosa 2018, p. 135.
106. ↑  Pedrosa 2022, p. 366.
107. ↑  Pedrosa 2020, p. 40 e 52.
108. ↑  Ferreira 2014, p. 105.
109. ↑  Magalhães 1998, p. 313.
110. ↑  Ferreira 2014, p. 60-61.
111. 1 2  Ferreira 2014, p. 65.
112. ↑  Souza 2018, p. 94-95.
113. ↑  Pedrosa 2022, p. 367-369.
114. 1 2  Pedrosa 2022, p. 368 e 370.
115. ↑  McCann 2009, p. 184.
116. ↑  Pedrosa 2022, p. 386.
117. ↑  Pedrosa 2022, p. 370-373.
118. ↑  Pedrosa 2018, p. 162-186.
119. ↑  Bento 1989, p. 17.
120. 1 2  Sena 1995, p. 26.
121. 1 2 3 4  Carvalho 2006, p. 30.
122. ↑  McCann 2009, p. 125.
123. ↑  Moura 2013, p. 292.
124. ↑  McCann 2009, p. 159.
125. ↑  Bellintani 2009, p. 203.
126. ↑  McCann 2009, p. 262-263.
127. ↑  Savian 2023, p. 48.
128. ↑  Bellintani 2009, p. 217.
129. ↑  Bellintani 2009, p. 218.
130. ↑  McCann 2009, p. 294 e 608-609.
131. 1 2 3  McCann 2009, p. 236.
132. 1 2 3  Ferreira 2014, p. 313.
133. ↑  Rodrigues 2013, p. 54-55.
134. ↑  Faria & Pedrosa 2022.
135. ↑  Carvalho 2006, p. 76-77.
136. 1 2  McCann 2009, p. 111.
137. 1 2 3  Carvalho 2006, p. 76.
138. ↑  Ferreira 2014, p. 60.
139. ↑  Beattie 2001, Nota do autor e p. 251.
140. ↑  Magalhães 1998, p. 323.
141. ↑  Sena 1995, p. 25.
142. ↑  McCann 2009, p. 110, 141, 189-190.
143. ↑  McCann 2009, p. 85-86.
144. ↑  Beattie 2001, p. 6, 39.
145. ↑  Ferreira 2014, p. 71.
146. ↑  McCann 2009, p. 140.
147. ↑  Ferreira 2014, p. 106.
148. ↑  Ferreira 2014, p. 52-56.
149. ↑  Ferreira 2014, p. 69-70.
150. 1 2  McCann 2009, p. 140-141.
151. ↑  Beattie 2001, p. 234, 272.
152. ↑  McCann 2009, p. 229-231.
153. ↑  McCann 2009, p. 234-235.
154. ↑  Beattie 2001, p. 252.
155. ↑  Beattie 2001, p. 248-252.
156. ↑  McCann 2009, p. 296-300, 324.
157. ↑  Savian 2023, p. 55-56.
158. ↑  McCann 2009, p. 235.
159. ↑  McCann 2009, p. 296-300, 311.
160. ↑  Beattie 2001, p. 266.
161. ↑  Savian 2023, p. 54.
162. ↑  Beattie 2001, p. 261-262.
163. ↑  Savian 2023, p. 56-57.
164. ↑  McCann 2009, p. 321.
165. ↑  Savian 2023, p. 57.
166. ↑  Savian 2023, p. 65.
167. ↑  McCann 2009, p. 300.
168. ↑  Zimmermann 2022, p. 437.
169. 1 2  Savian 2023, p. 58.
170. 1 2 3  Rodrigues 2013, p. 62.
171. ↑  Rodrigues 2013, p. 49.
172. 1 2  Rodrigues 2013, p. 61-62.
173. ↑  Zimmermann 2022, p. 434-436.
174. 1 2  Araújo & Ferreira 2019, p. 9.
175. ↑  Zimmermann 2022, p. 435.
176. ↑  Araújo & Ferreira 2019, p. 10-14.
177. 1 2  Zimmermann 2022, p. 438.
178. ↑  Pedrosa 2022, p. 374.
179. ↑  Rodrigues 2013, p. 62-67.
180. 1 2  Rodrigues 2013, p. 67.
181. ↑  Araújo & Ferreira 2019, p. 14.
182. ↑  Zimmermann 2022, p. 435, 438-439.
183. ↑  McCann 2009, p. 12.
184. 1 2  McCann 1980, p. 111.
185. ↑  Roesler 2015, p. 32-33.
186. ↑  McCann 2009, p. 44.
187. ↑  Ferreira 2014, p. 82-83.
188. 1 2  Morais 2013, p. 153.
189. ↑  McCann 2009, p. 40-41.
190. ↑  Roesler 2015, p. 37.
191. ↑  Ferreira 2014, p. 78-79.
192. ↑  Morais 2013, p. 156.
193. ↑  McCann 2009, p. 120.
194. ↑  Roesler 2015, p. 56-58.
195. ↑  Rodrigues 2008, p. 70-72.
196. ↑  Svartman 2012, p. 283-284.
197. ↑  Roesler 2015, p. 58-59.
198. ↑  Marcusso 2017, p. 14, 73 e 281.
199. ↑  Grunnenvaldt 2005, p. 111.
200. ↑  Roesler 2015, p. 65.
201. ↑  Roesler 2015, p. 75-81.
202. ↑  Marcusso 2012, p. 194-195.
203. ↑  Grunnenvaldt 2005, p. 151-152.
204. ↑  Marcusso 2012, p. 115.
205. 1 2  Svartman 2012, p. 287.
206. ↑  Marcusso 2012, p. 125.
207. ↑  Rodrigues & Franchi 2022, p. 308-317.
208. ↑  Marcusso 2017, p. 15 e 281-282.
209. ↑  Marcusso 2012, p. 173-174.
210. ↑  Bellintani 2009, p. 342-351.
211. ↑  Bellintani 2009, p. 211, 265-266.
212. ↑  Morais 2013, p. 167.
213. ↑  Marcusso 2017, p. 24.
214. ↑  McCann 2009, p. 307.
215. ↑  McCann 2009, p. 276.
216. ↑  Carvalho 2006, p. 36-37.
217. ↑  Ferraz 2021, p. 146-147.
218. ↑  McCann 2009, p. 311.
219. ↑  McCann 2009, p. 252 e 338.
220. ↑  Roesler 2015, p. 114.
221. ↑  Marcusso 2012, p. 170.
222. 1 2 3  McCann 2009, p. 43.
223. 1 2  Mello 2014, Apêndice B, As armas da Guerra.
224. ↑  Reolon 2020, p. 26-27.
225. ↑  Daróz 2018, p. 38-39.
226. ↑  Bellintani 2009, p. 213.
227. ↑  McCann 2009, p. 334.
228. ↑  Reolon 2020, p. 45.
229. ↑  Viana 2018, p. 49.
230. ↑  McCann 2009, p. 281.
231. ↑  Domingos 2007, p. 235-236.
232. ↑  Savian 2023, p. 62.
233. 1 2  McCann 2009, p. 319.
234. ↑  Daróz 2018, p. 46-47.
235. ↑  Assunção 2022.
236. ↑  Pedrosa 2022, p. 377.
237. ↑  Bellintani 2009, p. 321.
238. ↑  Magalhães 1998, pp. 337-338.
239. ↑  Magalhães 1998, p. 317.
240. 1 2 3  Bellintani 2009, p. 226.
241. ↑  Andrade 2016, p. 13.
242. 1 2  McCann 2009, p. 238.
243. ↑  McCann 2009, p. 238-241, 273-276.
244. ↑  Saes 2011, p. 127.
245. 1 2 3  McCann 2009, p. 112-113.
246. ↑  Rodrigues & Franchi 2022, p. 320.
247. ↑  Viana 2010, p. 59-61.
248. 1 2  Corrêa-Martins 2011, p. 8.
249. ↑  Santos 2021, p. 10-11 e 16-17.
250. 1 2  McCann 2009, p. 144-145.
251. ↑  Bonates & Moreira 2016, p. 232.
252. ↑  Bonates & Moreira 2016, p. 224.
253. ↑  Bellintani 2009, p. 235-236.
254. ↑  Bonates 2018.
255. ↑  McCann 2009, p. 286 e 329-334.
256. ↑  Meucci 2009.
257. ↑  Marques 2019, p. 42-43.
258. ↑  Pedrosa 2022, p. 370.
259. 1 2 3  Savian 2023, p. 66.
260. ↑  McCann 2009, p. 103.
261. ↑  Bellintani 2009, p. 269.
262. ↑  Souza 2018, p. 82.
263. ↑  Ferreira 2014, p. 114-115.
264. ↑  Savian 2023, p. 66, 254.
265. ↑  Bastos 2003, p. 24-26.
266. ↑  Savian 2023, p. 254.
267. ↑  McCann 2009, p. 83.
268. ↑  McCann 2009, p. 89.
269. ↑  Rodrigues & Franchi 2022, p. 100-101.
270. ↑  McCann 2009, p. 109-110.
271. ↑  Savian 2023, p. 240, 254.
272. ↑  Diacon 1998, p. 422, 434-435.
273. ↑  McCann 2009, p. 117-119.
274. ↑  McCann 2009, p. 119.
275. ↑  McCann 2009, p. 92-94.
276. ↑  Savian 2023, p. 242-244.
277. 1 2  Savian 2023, p. 80-81.
278. 1 2 3  Cruz 2015, p. 71.
279. ↑  McCann 2009, p. 180-181, 189-190.
280. ↑  McCann 2009, p. 91-92.
281. ↑  McCann 2009, p. 107.
282. ↑  Cruz 2015, p. 79-80.
283. ↑  Magalhães 1998, p. 336.
284. ↑  Savian 2023, p. 111-113.
285. ↑  McCann 2009, p. 99, 208, 351, 490.
286. ↑  Savian 2023, p. 252-254.
287. 1 2  McCann 2009, p. 104.
288. ↑  McCann 2009, p. 213.
289. ↑  McCann 2009, p. 226-227, 229.
290. ↑  McCann 2009, p. 300-301.
291. ↑  McCann 1980, p. 113.
292. ↑  Bellintani 2009, p. 69.
293. ↑  Svartman 2012, p. 289-292.
294. ↑  Saes 2011, p. 126.
295. ↑  Rodrigues 2008, p. 98-99.
296. ↑  McCann 2009, p. 277.
297. ↑  Carvalho 2006, p. 38-43.
298. ↑  Mathias & Guzzi 2010, p. 44.
299. ↑  McCann 2009, p. 342.
300. ↑  McCann 2009, p. 252, 600-601.
301. ↑  Svartman 2012.
302. ↑  Marcusso 2017, p. 283.
303. 1 2  Cabeda 2008, p. 332.
304. ↑  McCann 2009, p. 355.
305. ↑  Carvalho 2006, p. 29, 41-43, 59-60.
306. ↑  McCann 2009, p. 15.
307. ↑  Svartman 2012, p. 293.
308. ↑  Inácio 2000, p. 135.
309. ↑  Rodrigues 2013, p. 66-67.
310. ↑  Morais 2013, p. 173.